# Biserica de lemn din Răchițele

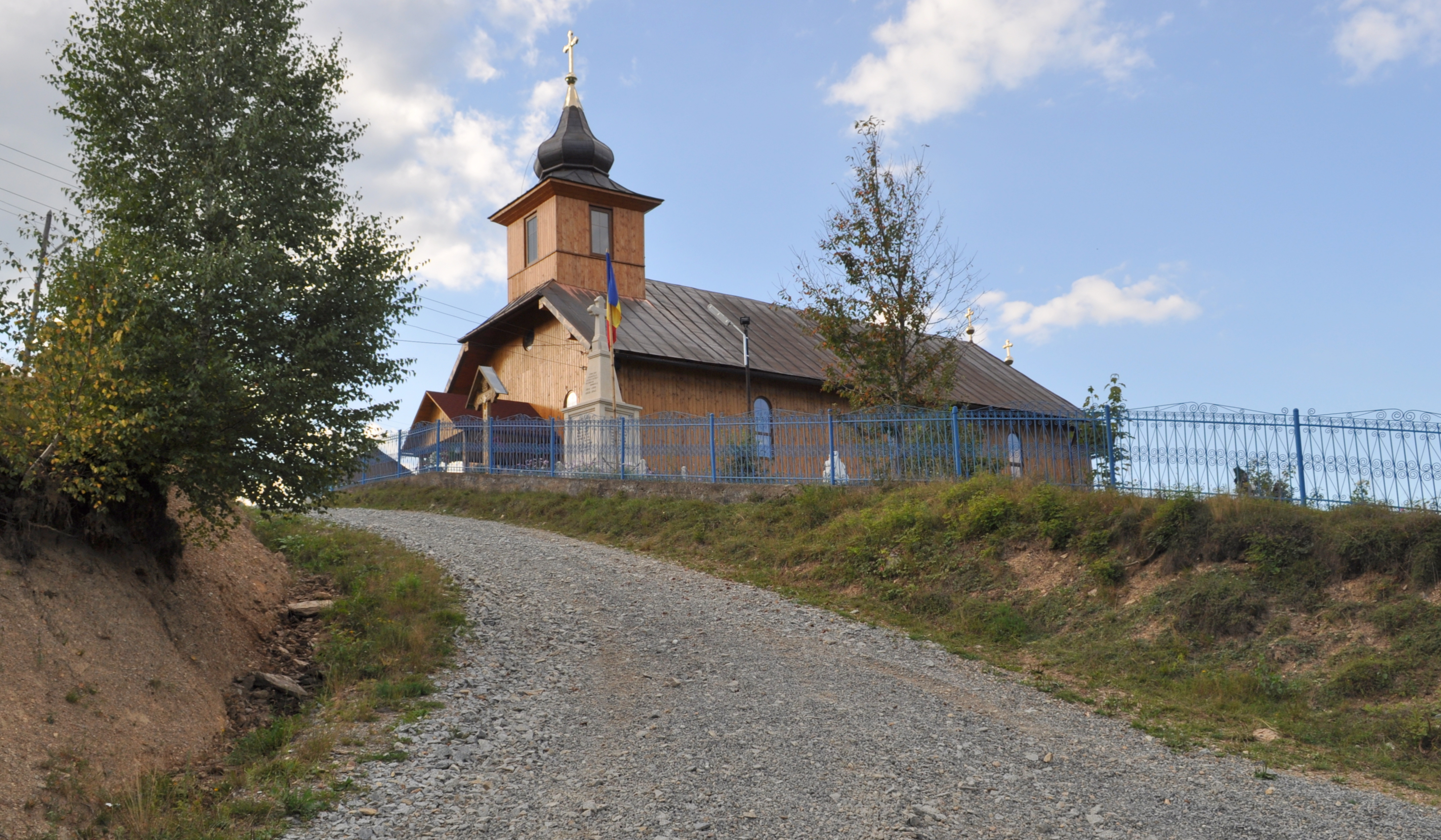
Biserica de lemn din Răchițele, comuna Mărgău, județul Cluj, foto: august 2011.

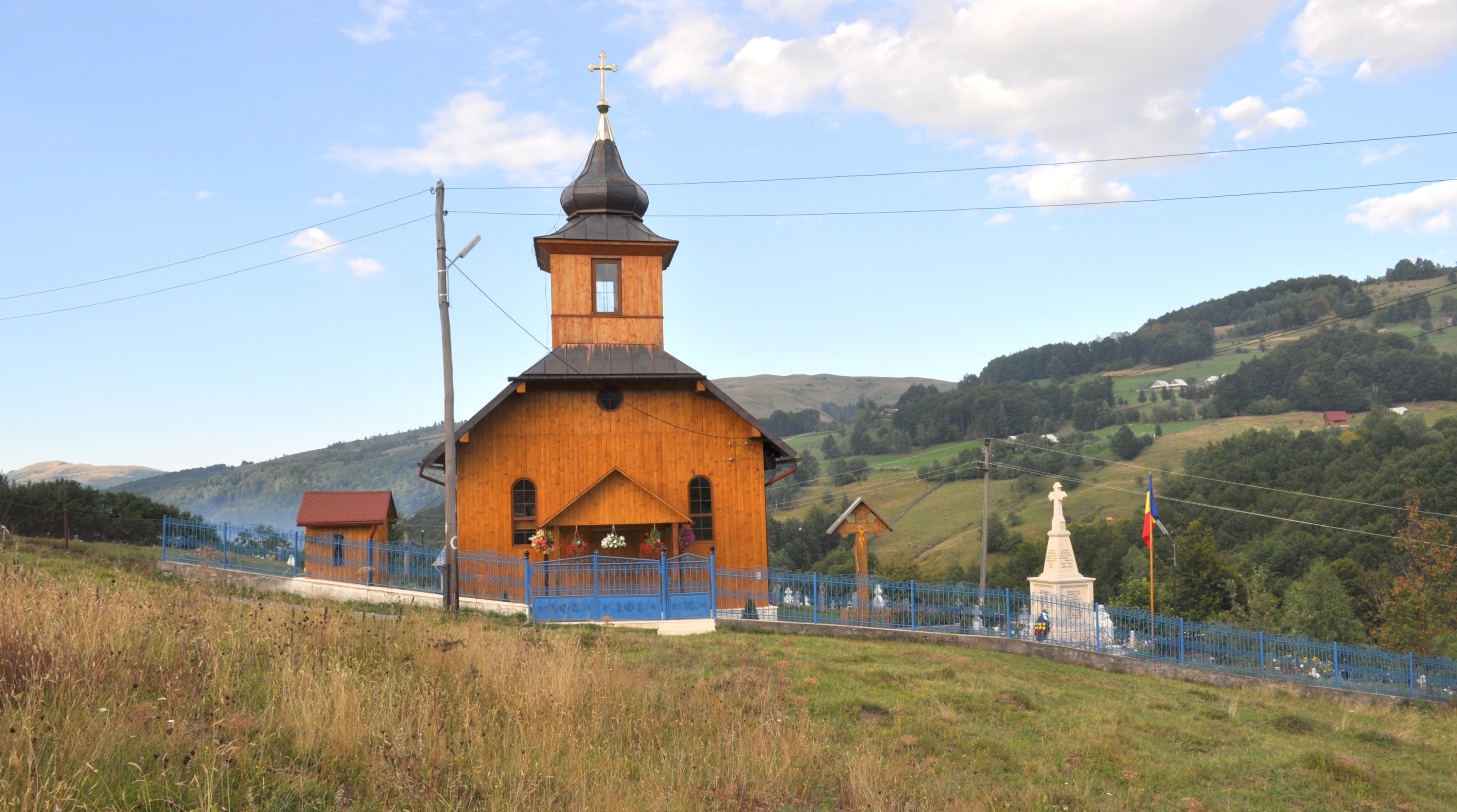
Biserica (vest)

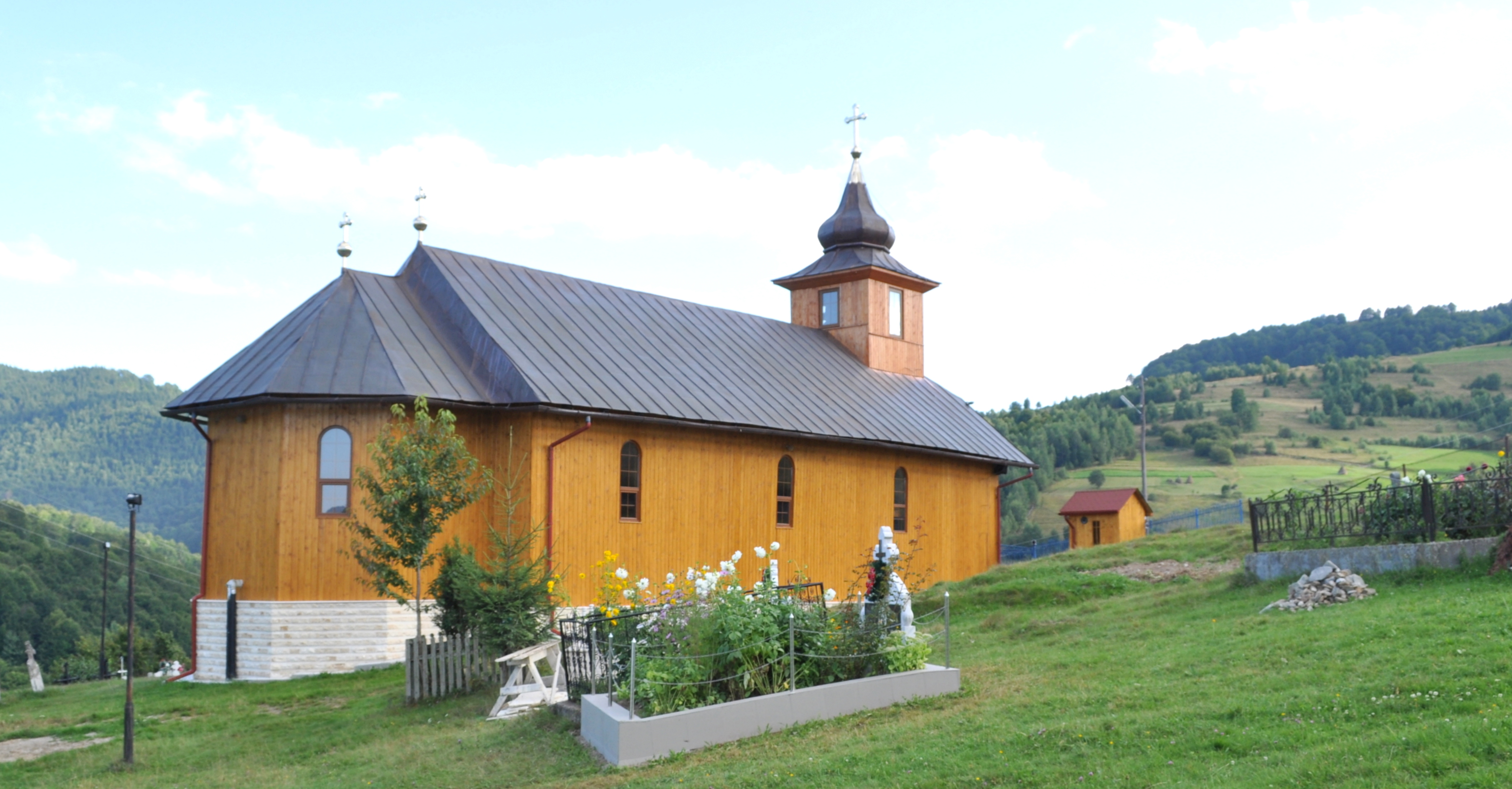
Biserica (nord-est)

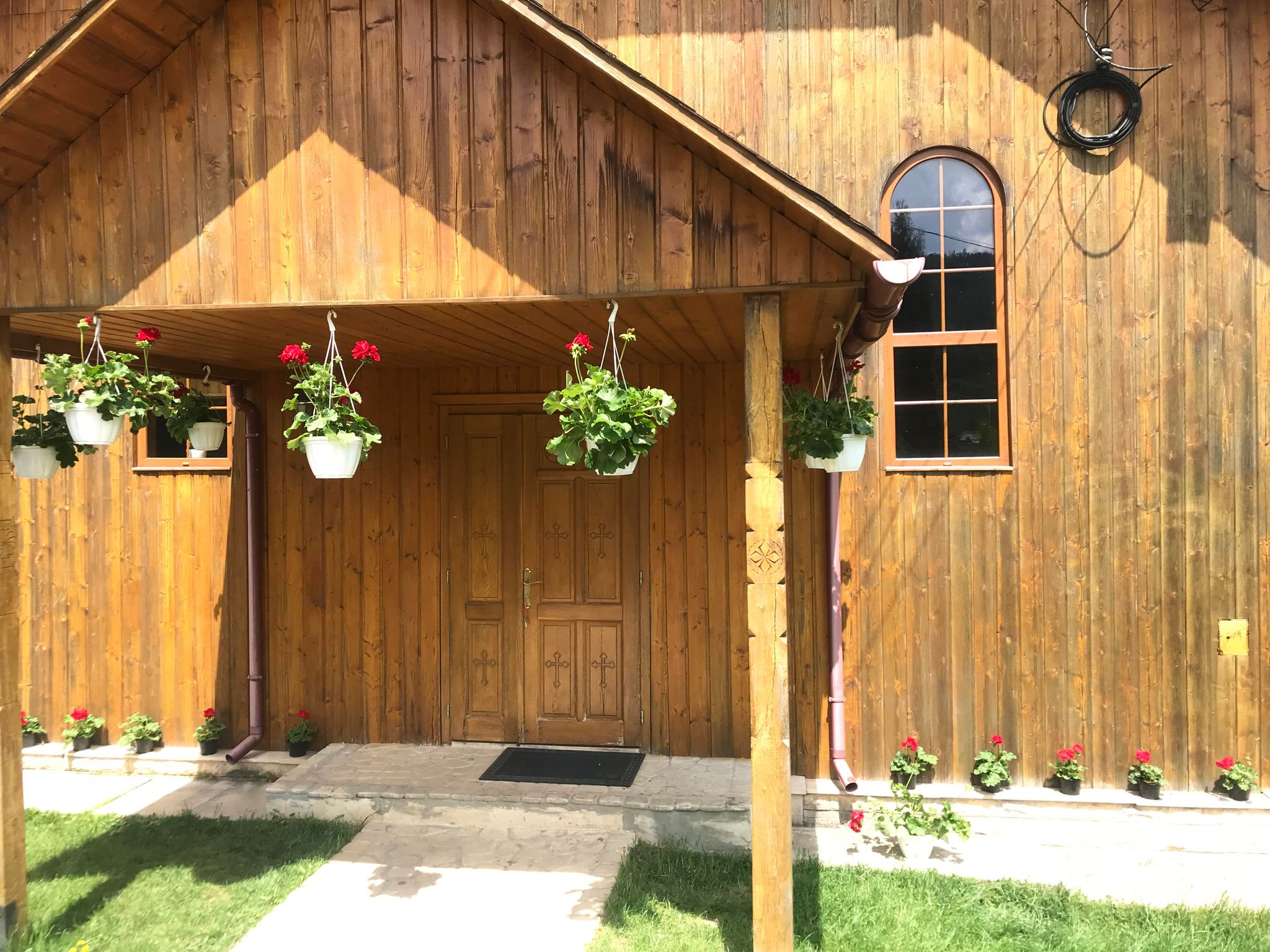
Intrarea în biserică (2023)

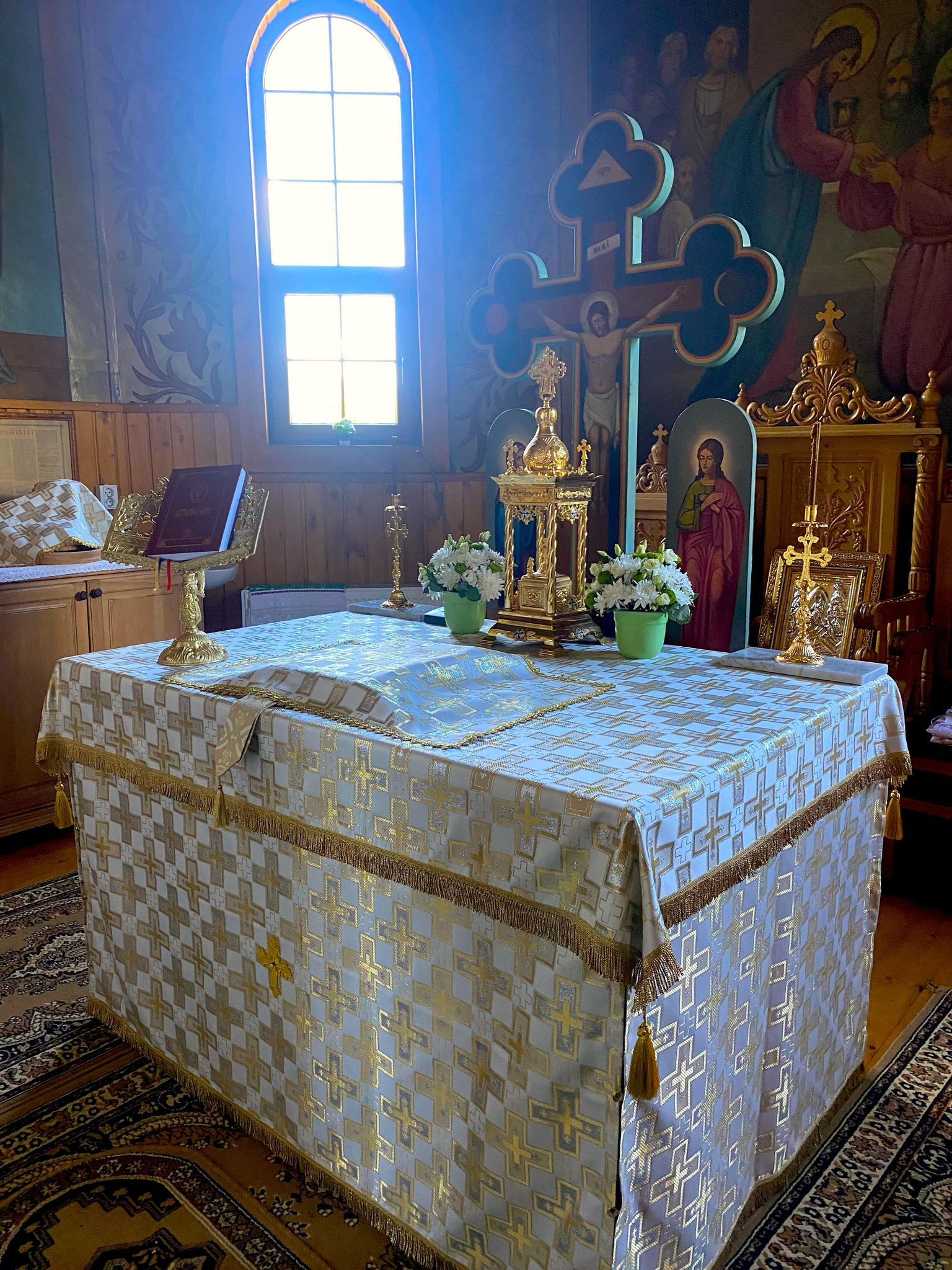
Altarul (2022)

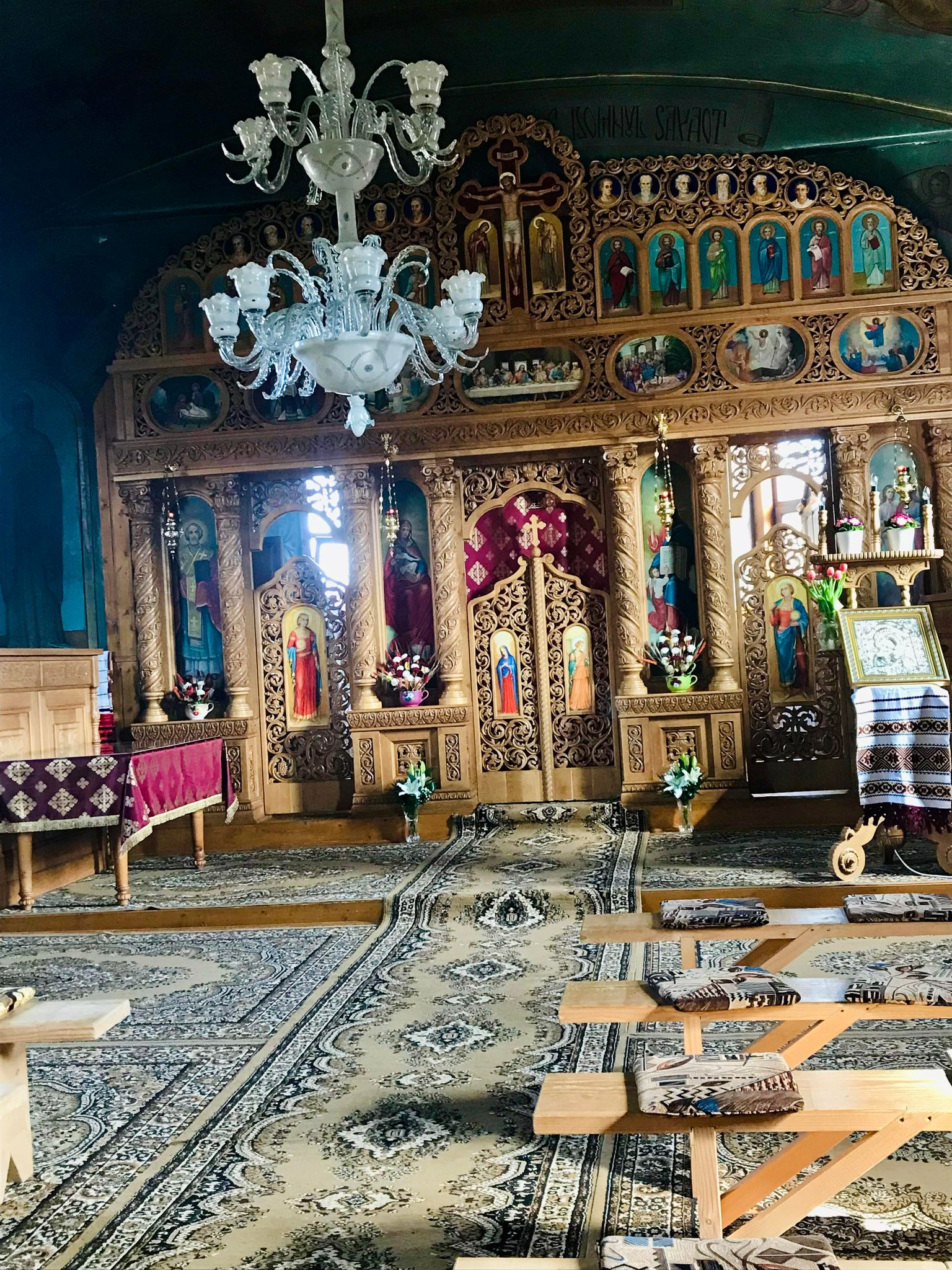
Interiorul Bisericii din Răchițele (Postul Paștelui 2023)

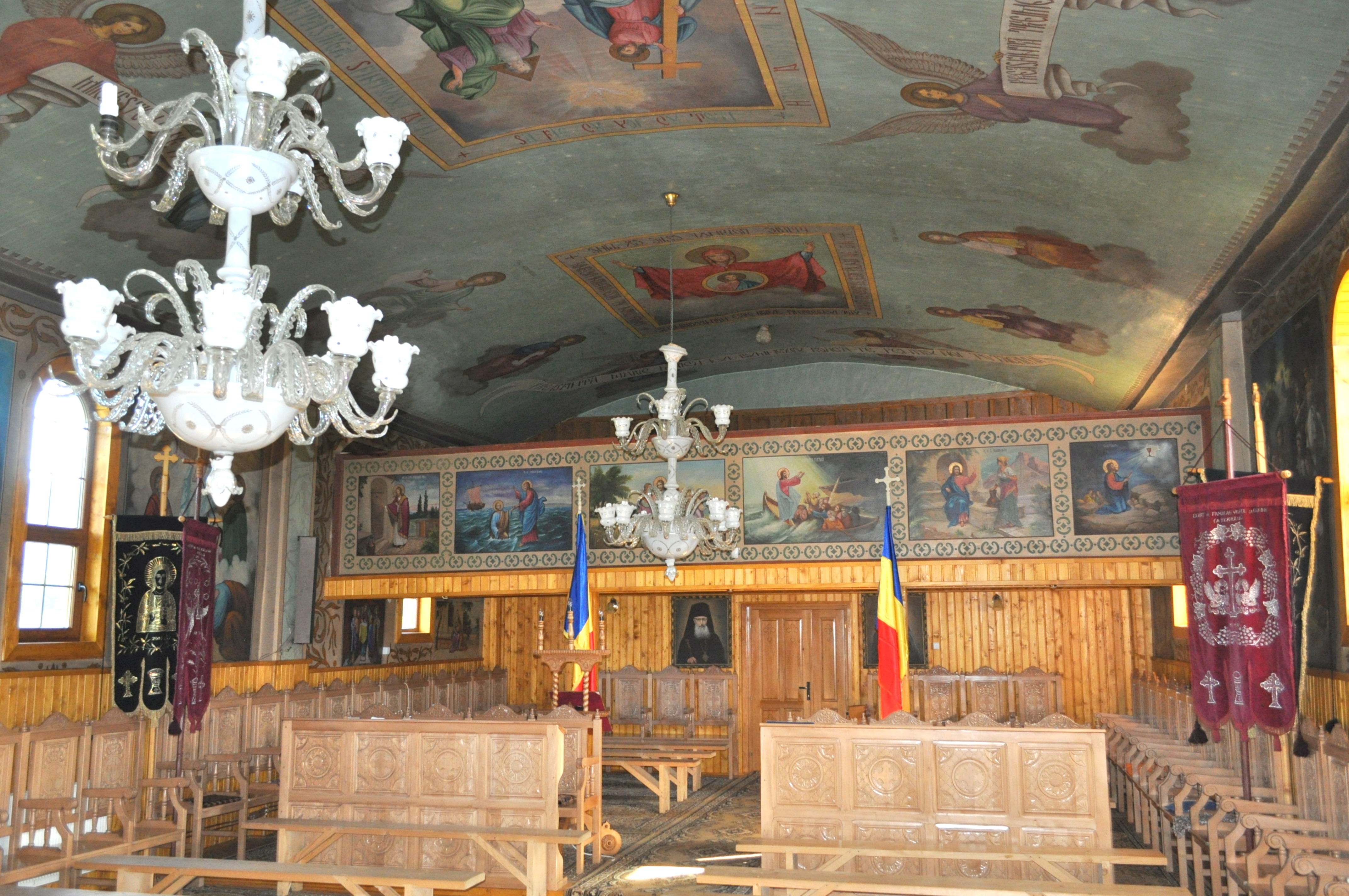
Interiorul navei (2011)

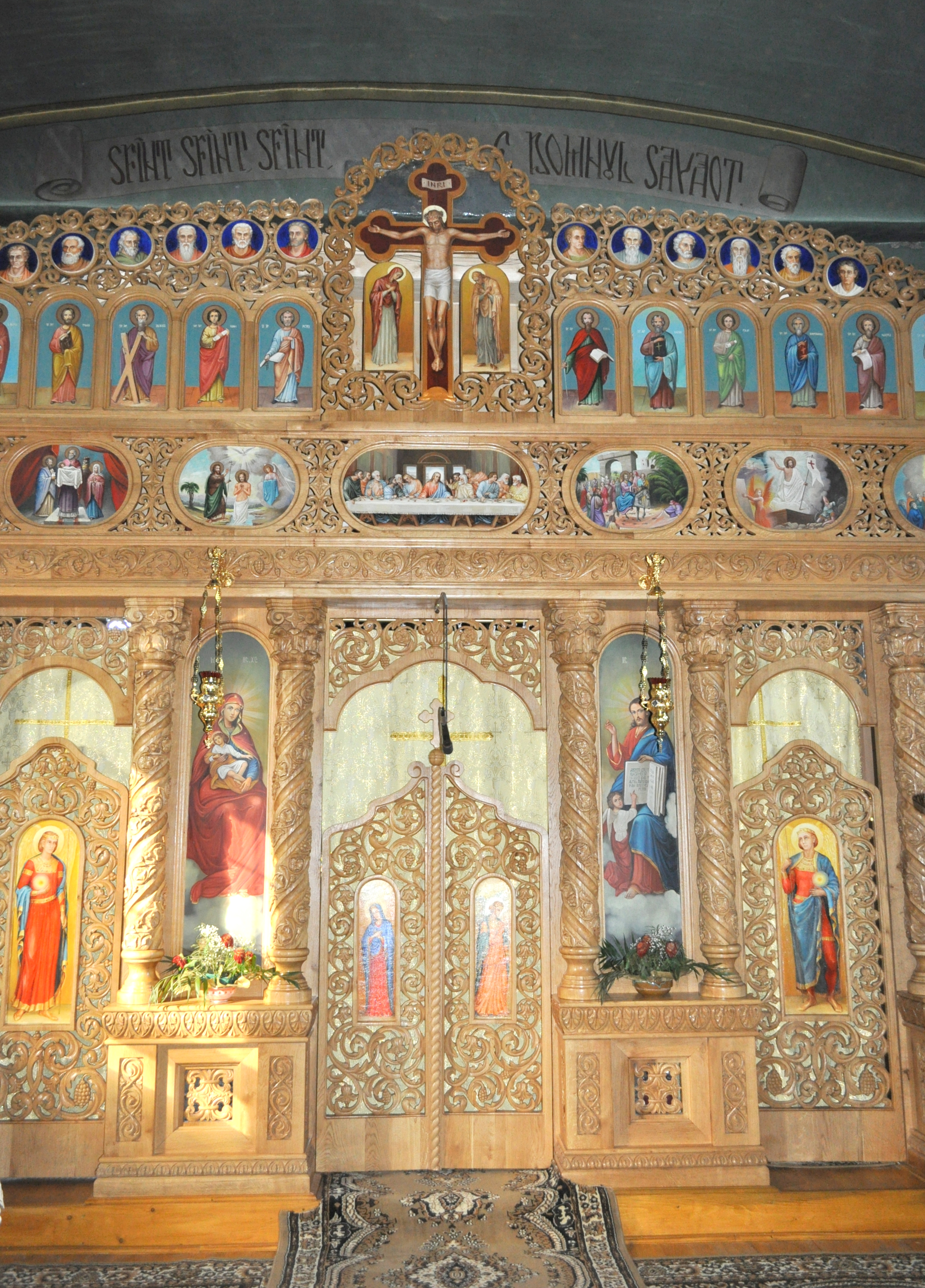
Iconostasul (2011)

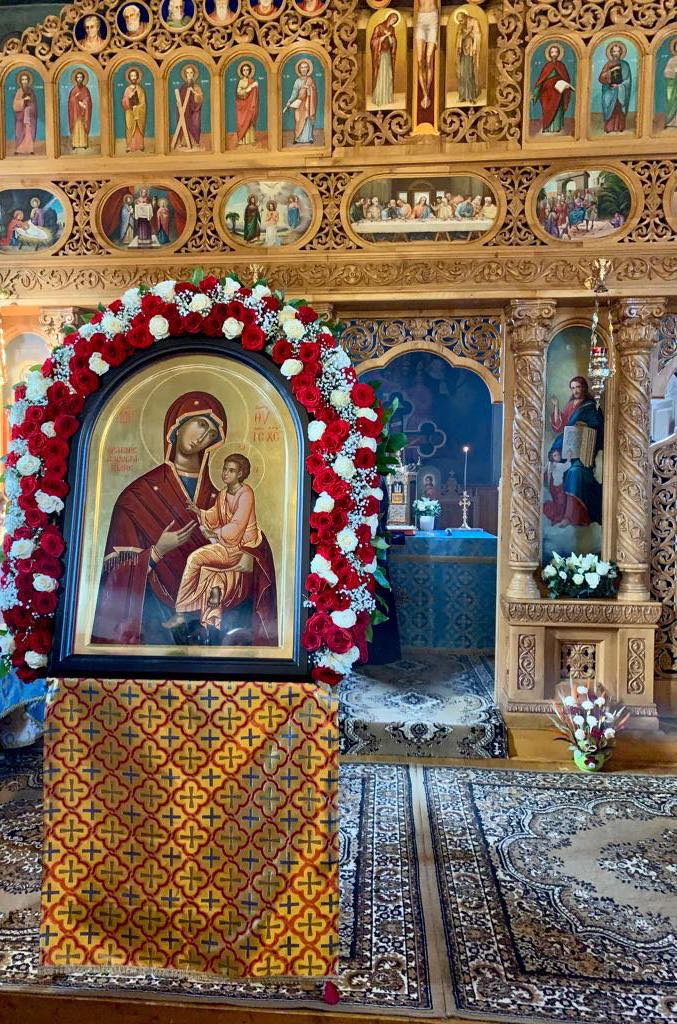
Icoana Maicii Domnului Grabnic Ascultătoare Răchițele (25 martie 2023)

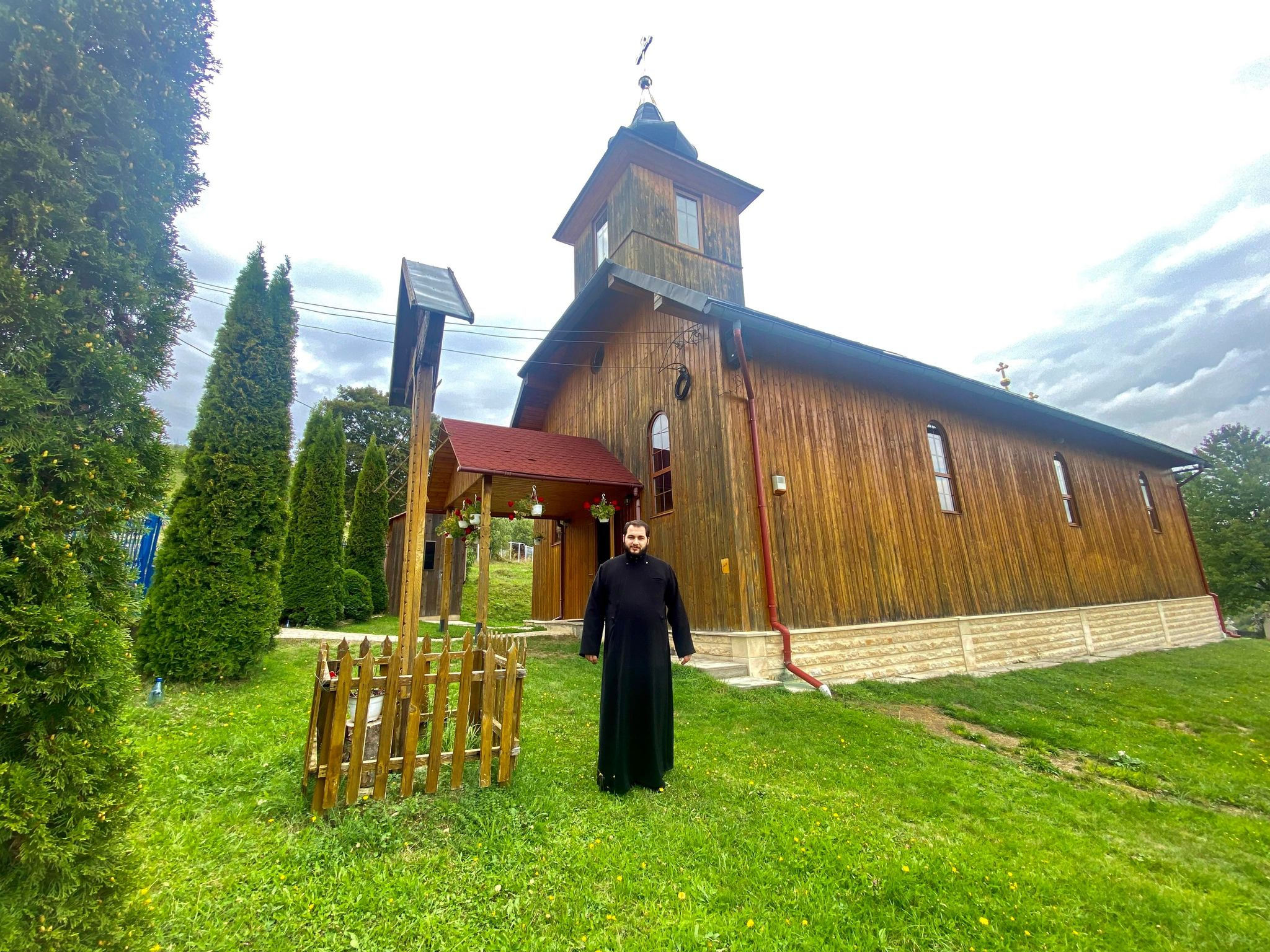
Preotul paroh Raul Lăcătuș Daniel

Biserica de lemn din Răchițele, comuna Mărgău, județul Cluj a fost construită în anul 1911 ca biserică unită (greco-catolică). Lăcașul nu figurează pe lista monumentelor istorice.

## Istoric și trăsături
Satul Răchițele este ultima localitate din partea vestică a județului Cluj, învecinându-se cu județul Alba, la est, și cu județul Bihor în partea vestică. Gospodăriile răchițenilor sunt răspândite pe o suprafață de aproximativ 60 km pătrați, de-a lungul mai multor văi (Valea Răchițelei, Valea Stanciului, Valea Agastău, Valea Gingineasa) și dealuri (Dealul Rășinarului, Dealul Fața, Dealul Sulița, Dealul Merișor, Dealul Cucului). Malurile văilor care străbat de-a lungul și de-a latul satul sunt străjuite de răchită de la care se pare că se trage numele satului, Răchițele.
Parohia Ortodoxă Răchițele, cu Filia Dealu Botii, este afiliată Protopopiatului Ortodox Huedin și este sub ascultarea Arhiepiscopiei Ortodoxe a Vadului, Feleacului și Clujului. Este situată la 27 km de orașul Huedin, pe versantul estic al Munților Vlădeasa, la o altitudine de 927 m.
Prima atestare documentară a așezării de sub coama Vlădesei este în anul 1792, când s-a ridicat prima biserică. Edificiul a fost ridicat în apropierea actualului lăcaș de cult, în vechiul cimitir.
Primul preot consemnat în arhiva parohială este Vasile Floca, menționat în anul 1838 și care este înmormântat în cimitirul vechi. În această biserică au mai slujit preoții Ioan Mera (1858-1884), Petru Anca (1884-1898), urmat de fiul său Paul Anca (1898-1929). Sub păstorirea celui din urmă se ridică între anii 1910-1911 actuala biserică. Sfântul lăcaș este ridicat din lemn de brad de către meșterii Iosif Morariu și Nicolae Paven din Câmpeni, contra sumei de 6.500 coroane austro-ungare, prim–curator fiind Petre Bălaș a Giorgicăi. Din vechea biserică s-au păstrat șapte icoane și un clopot turnat în anul 1793.
Biserica veche a fost donată credincioșilor din satul Sânnicoară de lângă Cluj. Biserica actuală are formă de navă, cu un singur turn pe tindă, cu o suprafață la nivelul fundației de 220 metri pătrați. Ctitorului sfintei biserici, Paul Anca, i-au urmat preoții: Ioan Mereu (1929-1934), Nicolae Floca din Răchițele (1934-1938), Ilie Goga din satul Bociu (1938-1940), Vasile Părțilă (1940-1946).
La recensământul din 1930 populația satului era alcătuită din 1.503 greco-catolici și 9 ortodocși.
În anul 1948 a fost înființată Parohia Ortodoxă Răchițele, care a fost păstorită de preoții Gavril Moldovan (1948-1957), Simion Grozav (1957-1960), Ioan Bălaș, fiu al satului (1960-1974), Ioan Bancoș (1974-1991), Teodor Boc (1991-2022) și în prezent Raul-Daniel Lăcătuș.
În anul 2011 s-au împlinit 100 de ani de la construirea sfintei biserici. Credincioșii din sat, păstoriți de preotul paroh Teodor Boc, cu sprijinul fiilor satului, au purces la pregătirea acesteia pentru marele eveniment. Astfel, în anul 2009 s-a ridicat în fața sfintei biserici un monument al eroilor în cinstea celor 42 de martiri căzuți în cele două războaie mondiale. 
Biserica a fost renovată capital de la fundație până la cruce (2009-2011), lucrări ce au constat în: 
placarea cu piatră naturală a fundației; 
turnarea unui trotuar împrejurul bisericii; 
învelirea pereților exteriori cu lambriu din lemn de brad; 
ridicarea unui lumânărar în fața intrării în biserică; 
schimbarea acoperișului cu tablă din cupru; 
schimbarea celor trei cruci de pe turlă și altar; 
înlocuirea tuturor geamurilor exterioare; 
schimbarea mobilierului, tâmplăriei îmbătrânite, a iconostasului și a amvonului cu mobilier sculptat din lemn de stejar și tei; introducerea încălzirii centrale.
Deși părea o parohie îmbătrânită, aceasta revine la viață și prinde contur odată cu instalarea noului preot paroh Raul-Daniel Lăcătuș în anul 2022. Astfel, sunt organizate activități cu tinerii, este sărbătorit atât hramul parohiei (Sfinții Arhangheli Mihail și Gavriil), cât și cel al filiei Dealu Botii (Nașterea Sfântului Ioan Botezătorul), sunt vizitați și ajutați vârstnicii și persoanele în nevoi. De asemenea, se săvârșește regulat Taina Sfântului Maslu, Slujba Paraclisului Maicii Domnului în Postul Adormirii Maicii Domnului, Slujba Vecerniei cu Litie, astfel reînviind viața liturgică a parohiei.
În 25 martie 2023, părintele Protosinghel Natanael Zanfirache de la Catedrala Mitropolitană din Cluj-Napoca, împreună cu grupul de credincioși "Buna Vestire", au adus în Sfânta Biserică din Răchițele o icoană din Sfântul Munte Athos. Copia Icoanei Maicii Domnului Grabnic Ascultătoare de la Mănăstirea Dochiariu, pictată de monahii acestei mănăstiri, va rămâne ca donație credincioșilor din Răchițele.

## Imagini din exterior

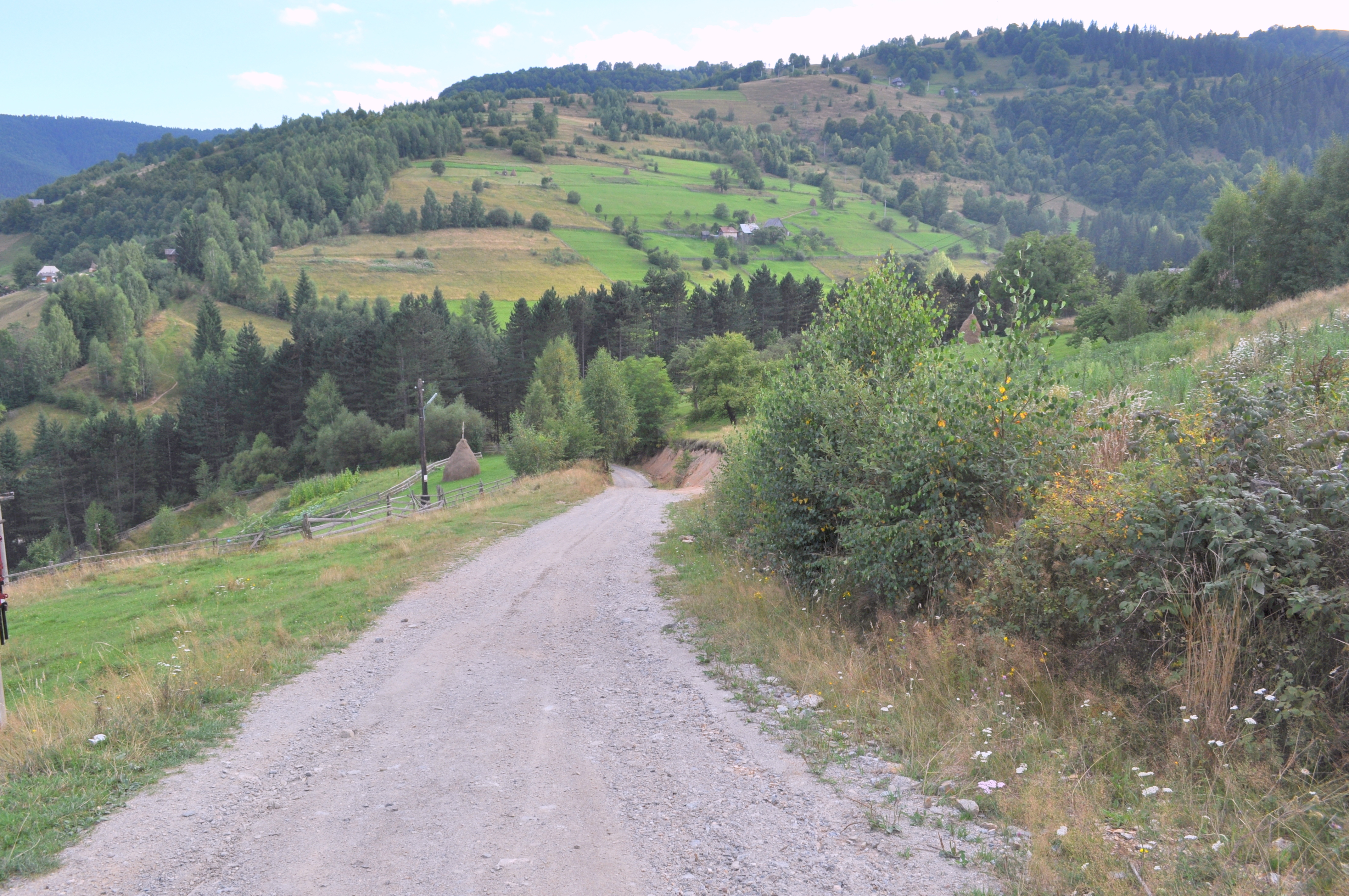
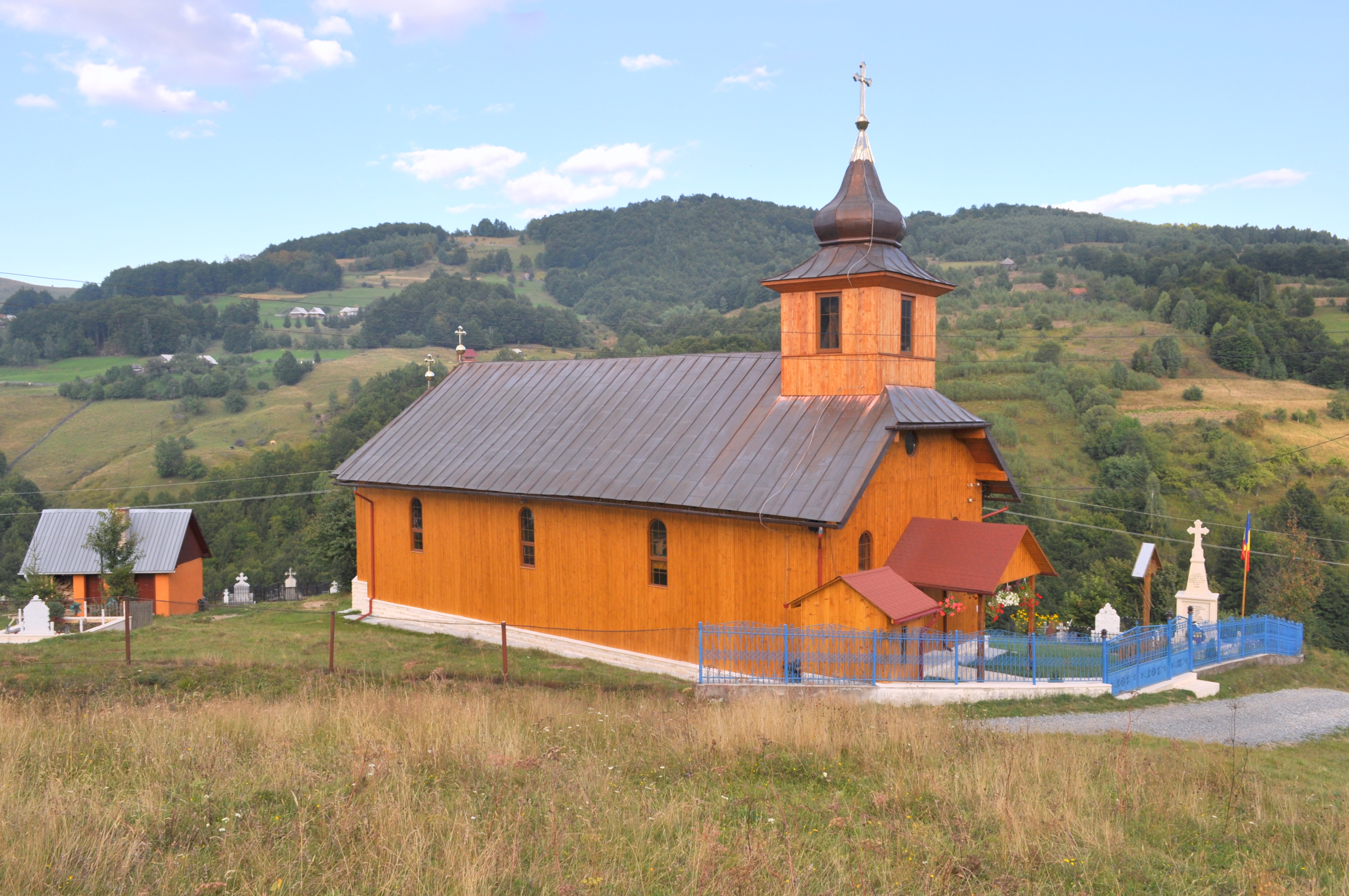
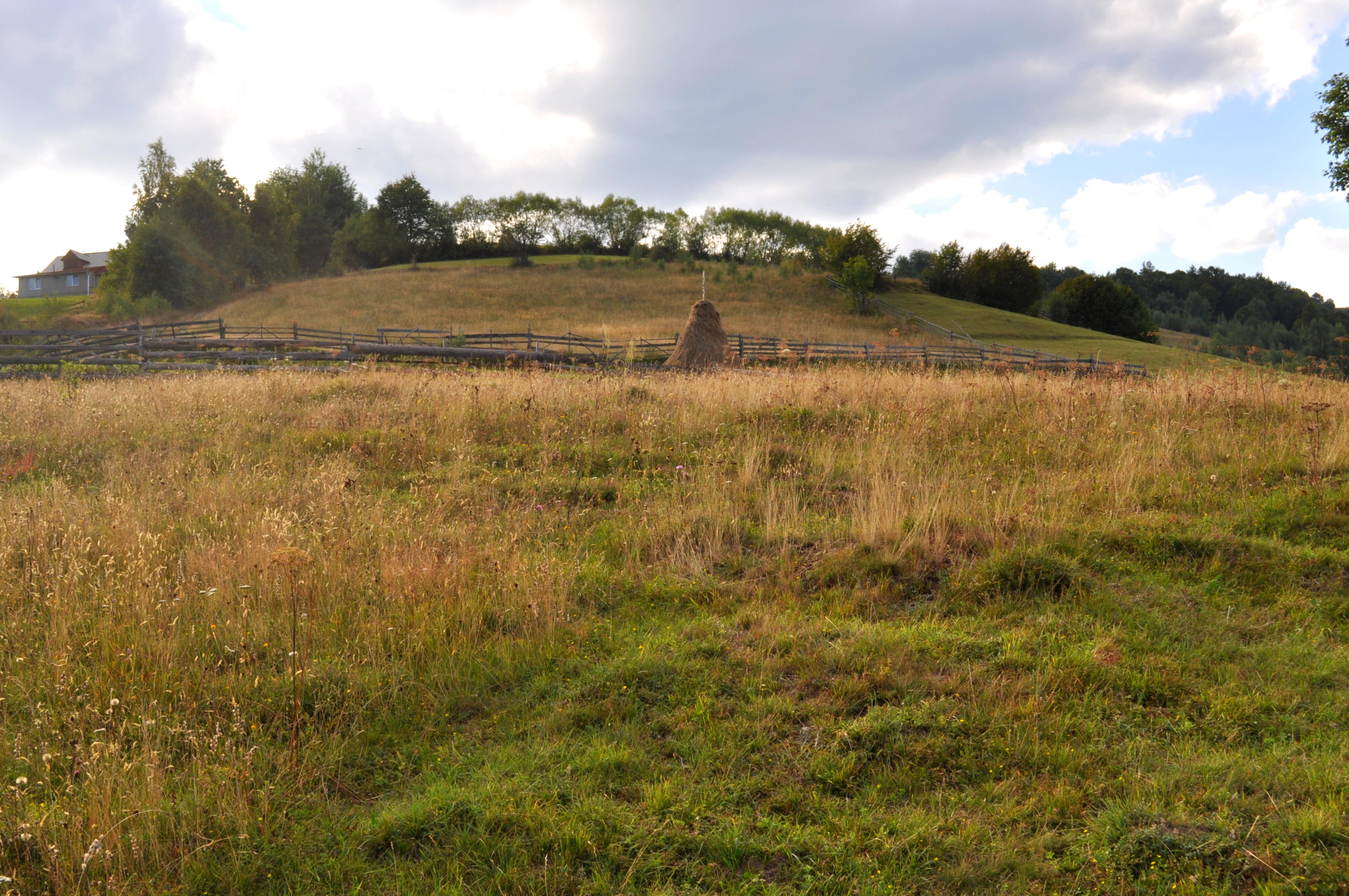
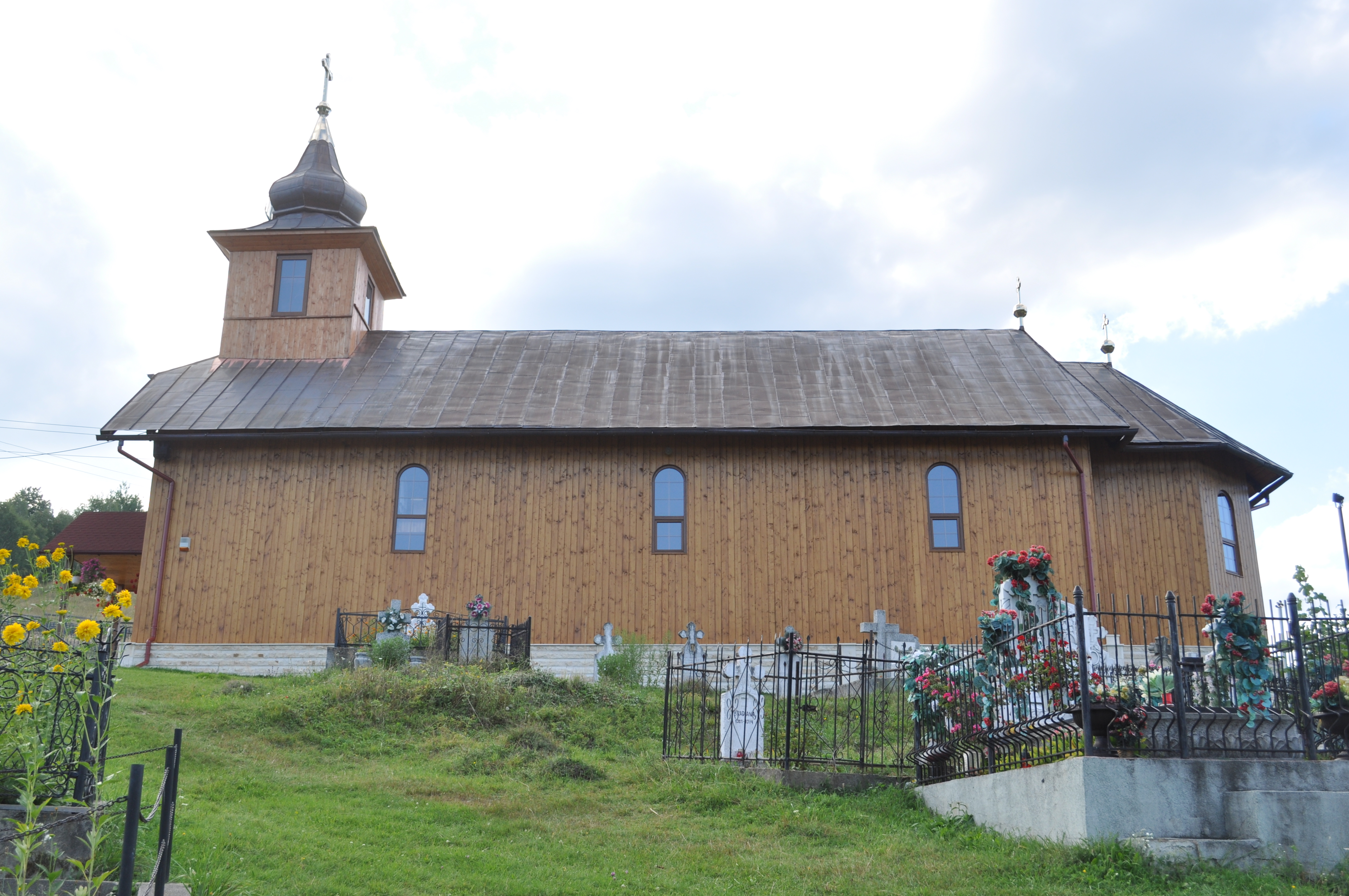
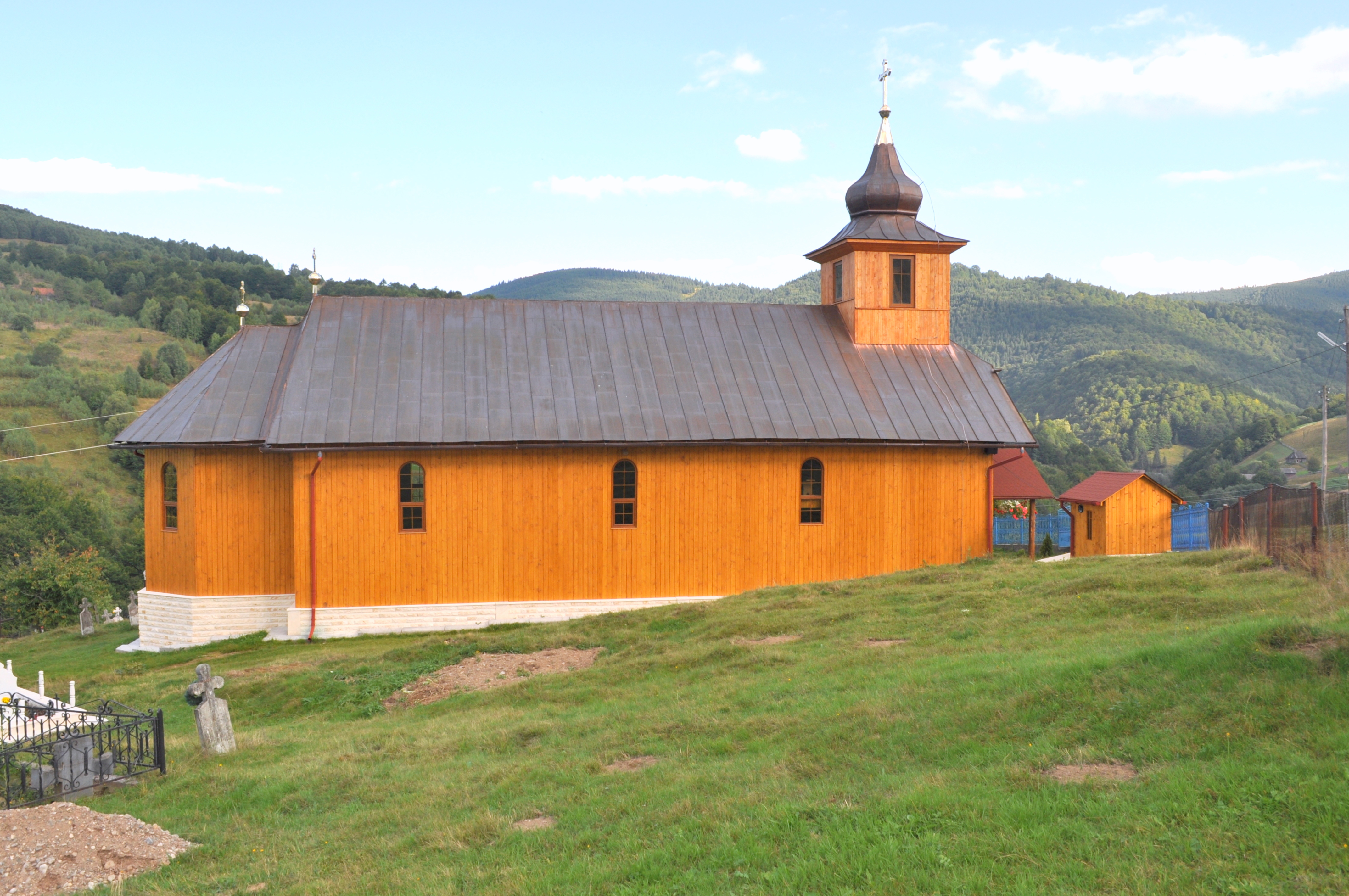

## Imagini din interior

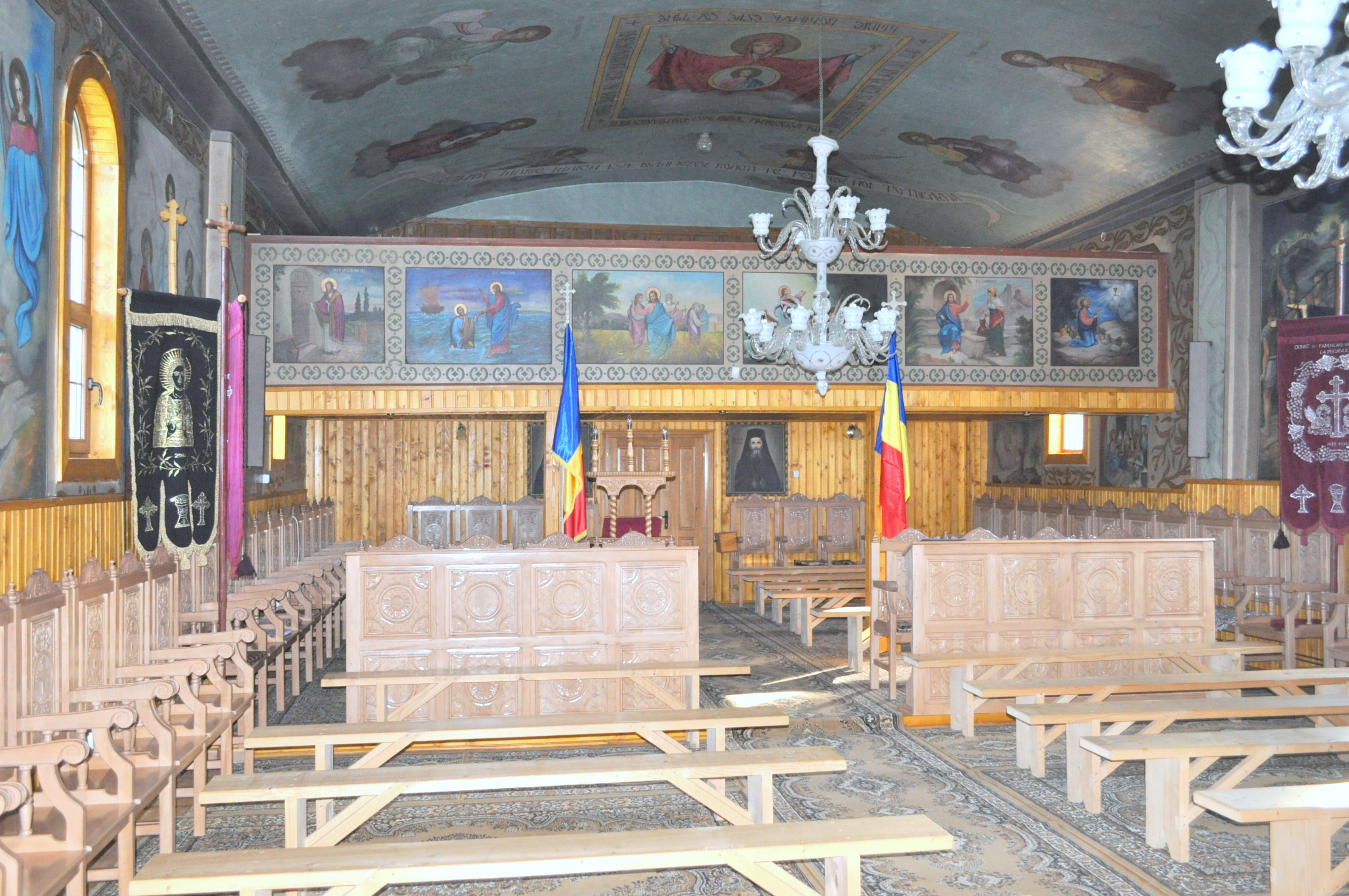
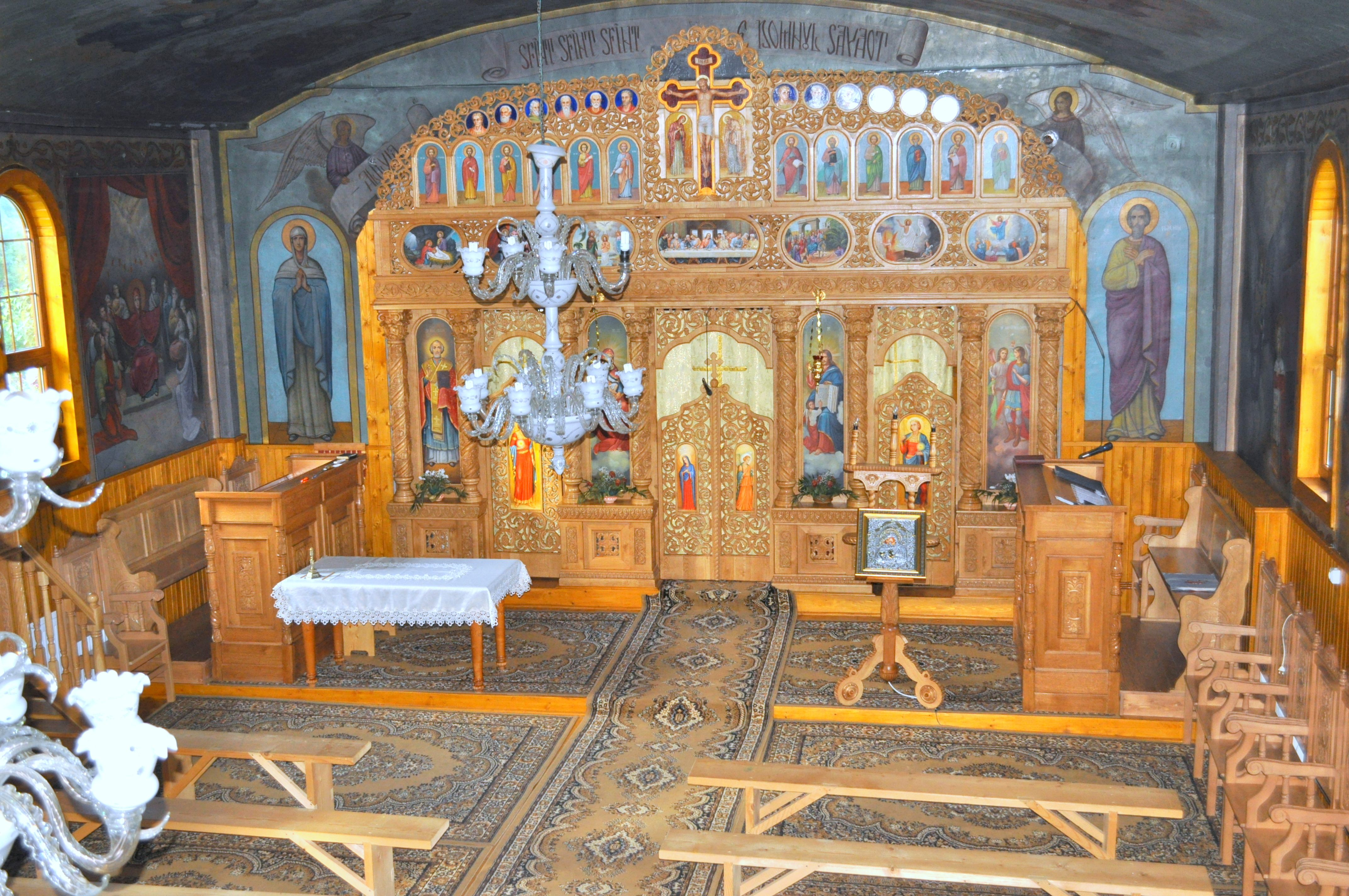
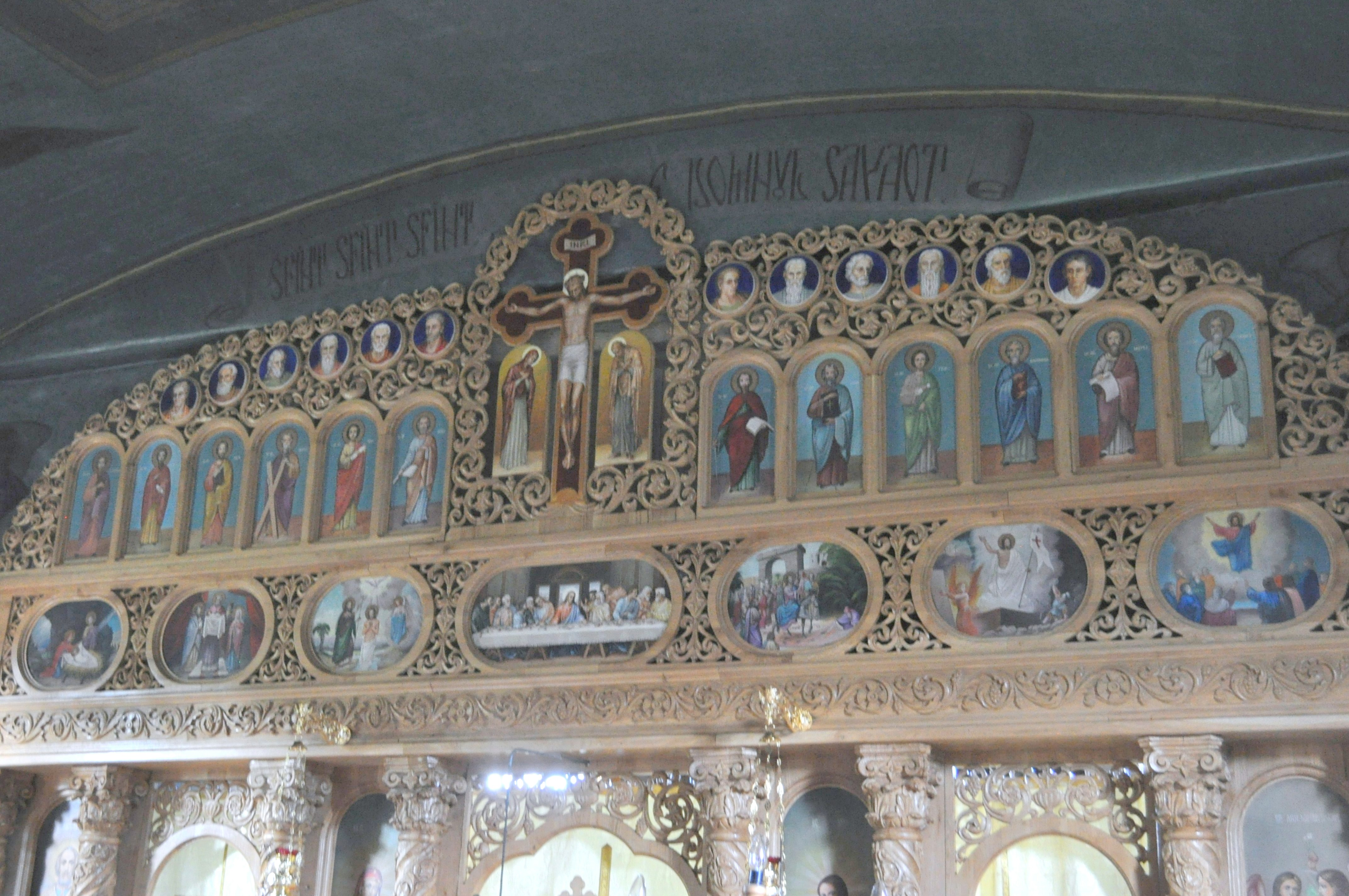
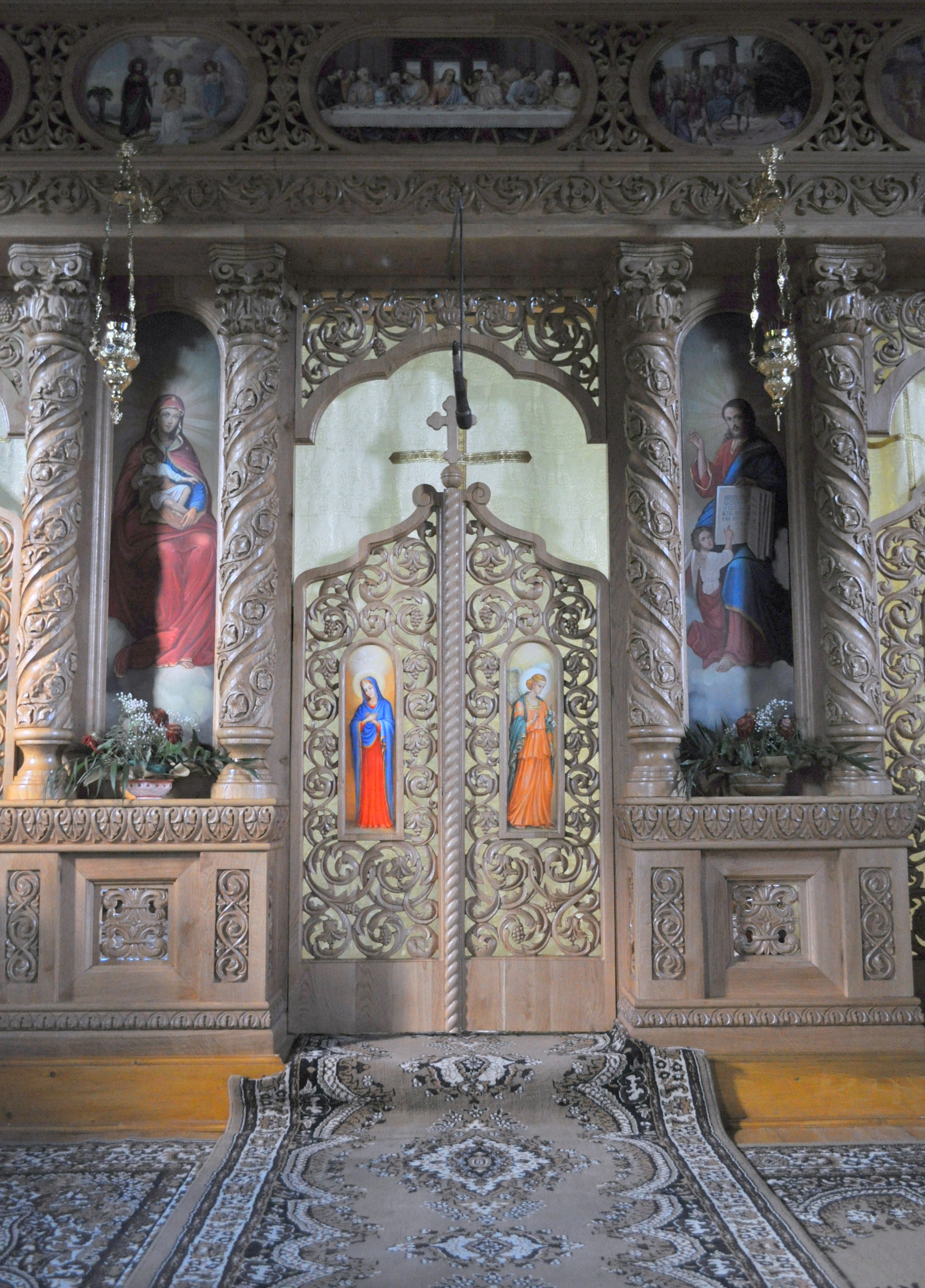
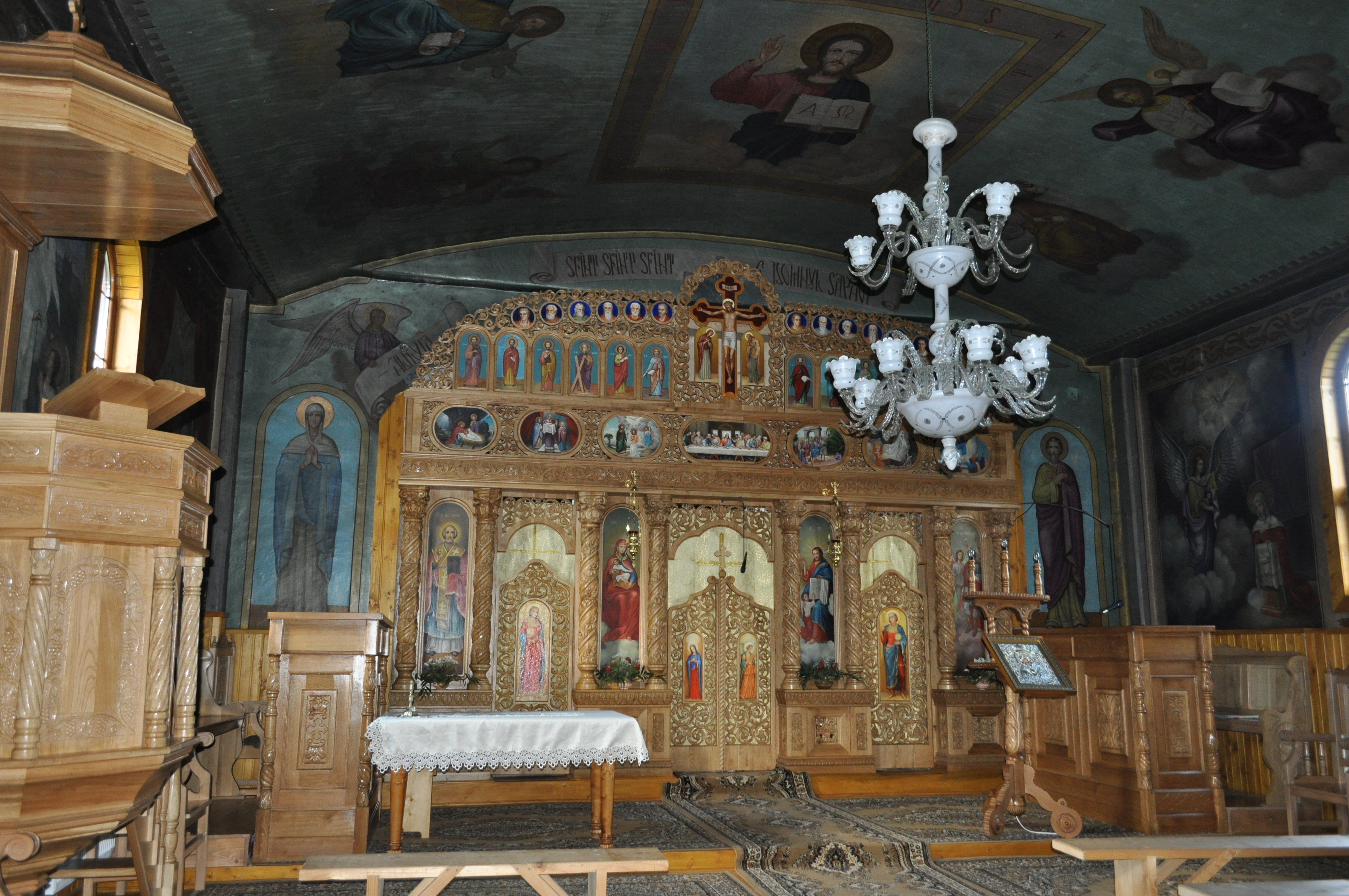
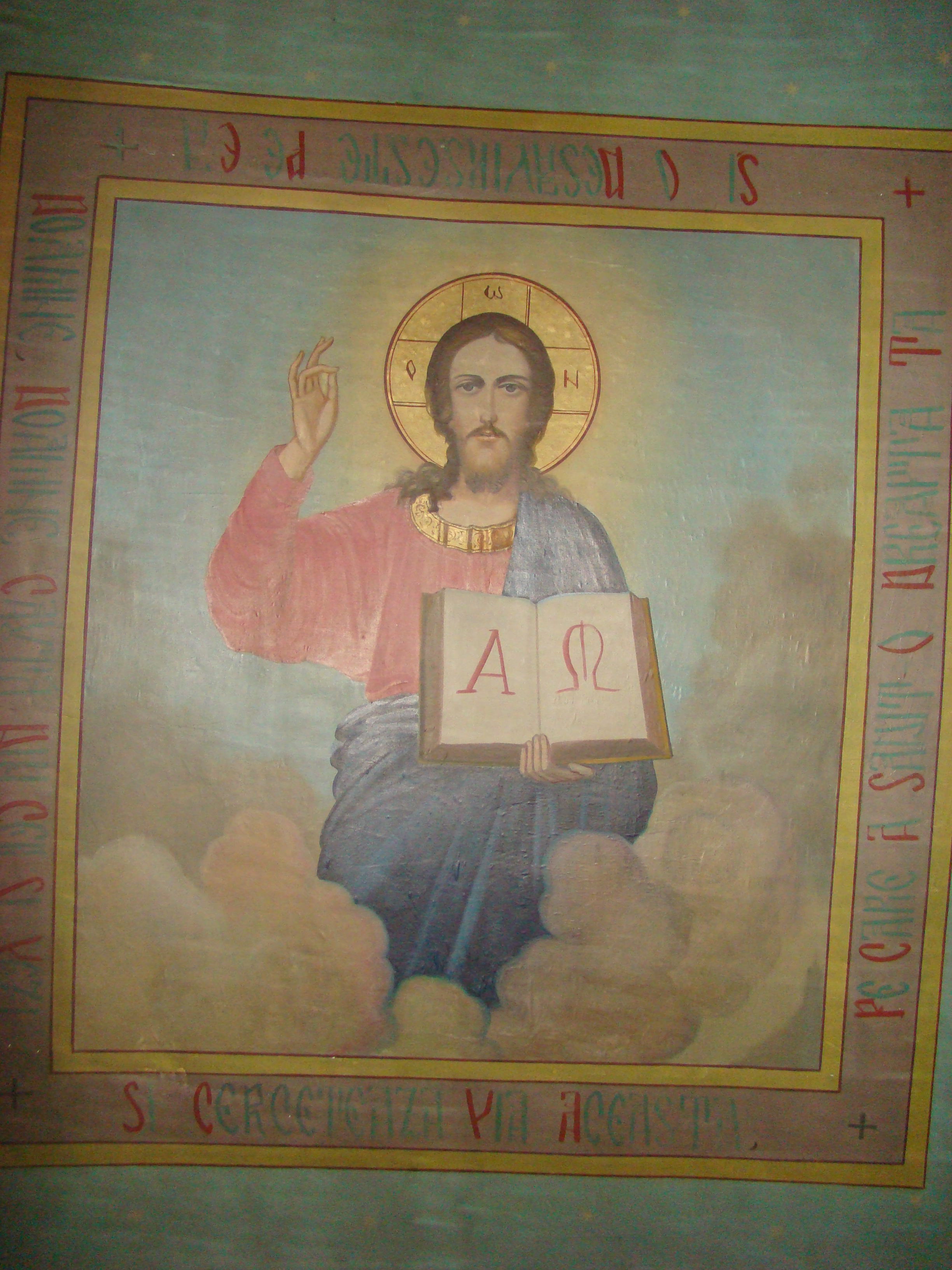
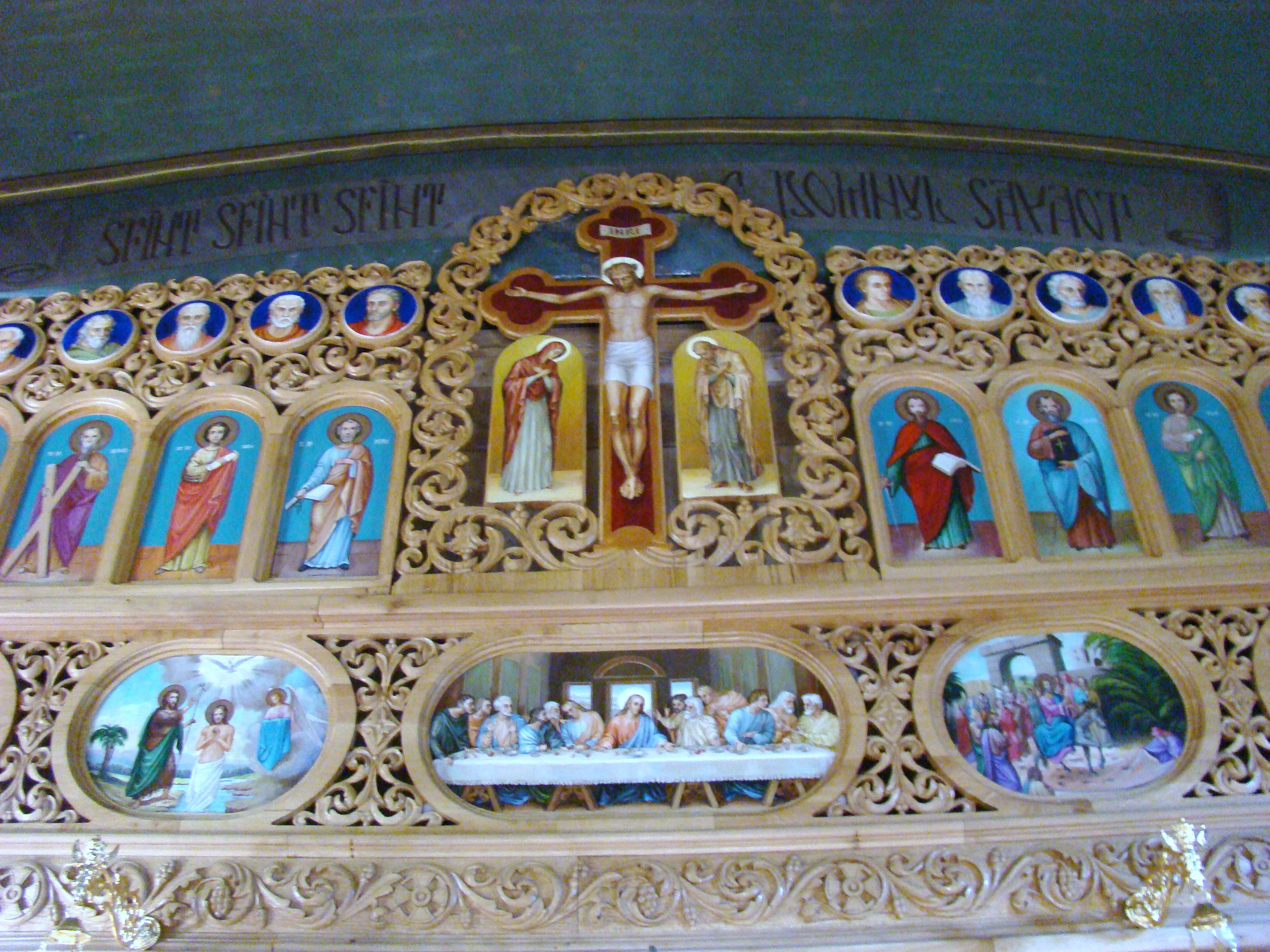
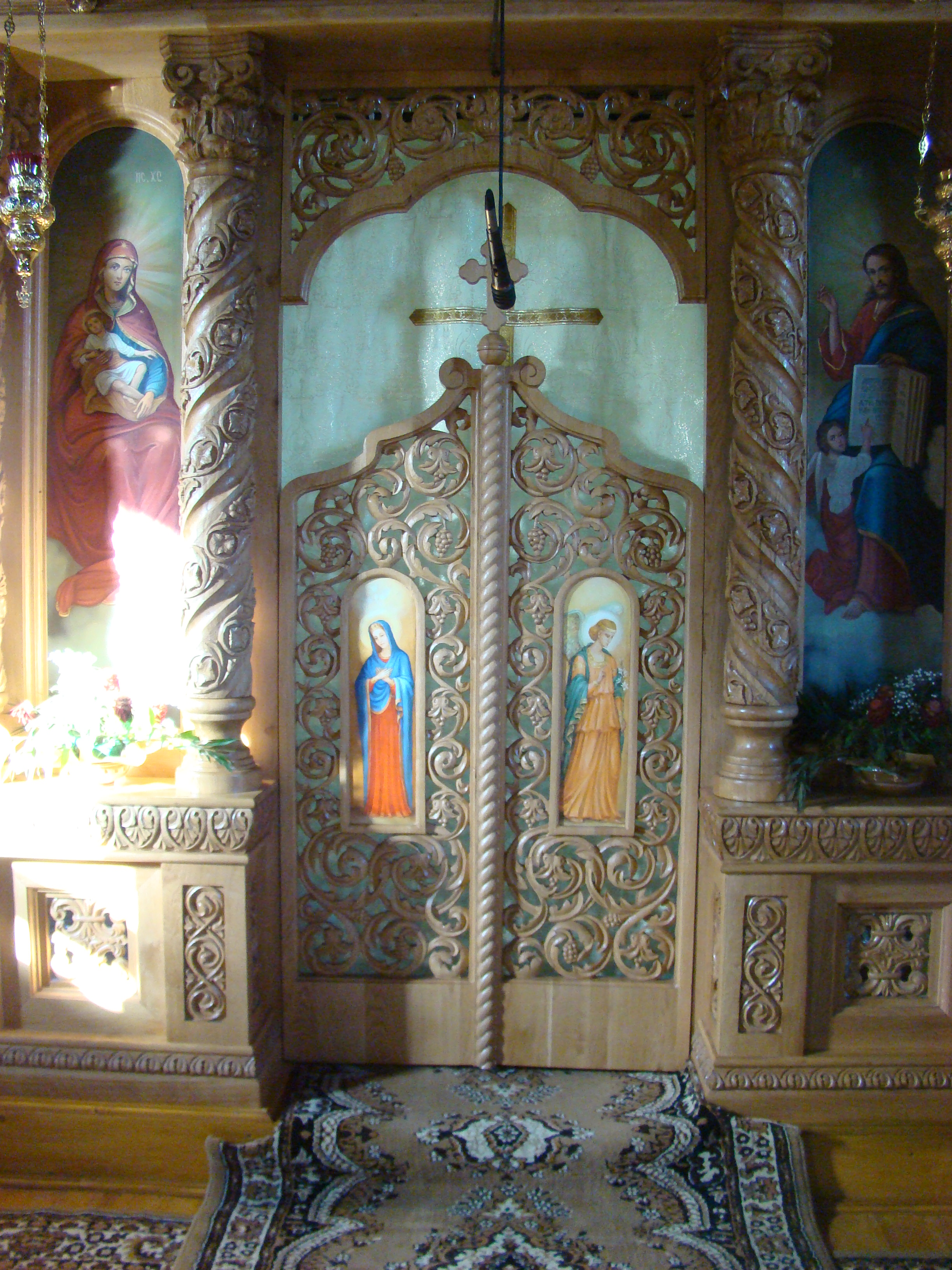
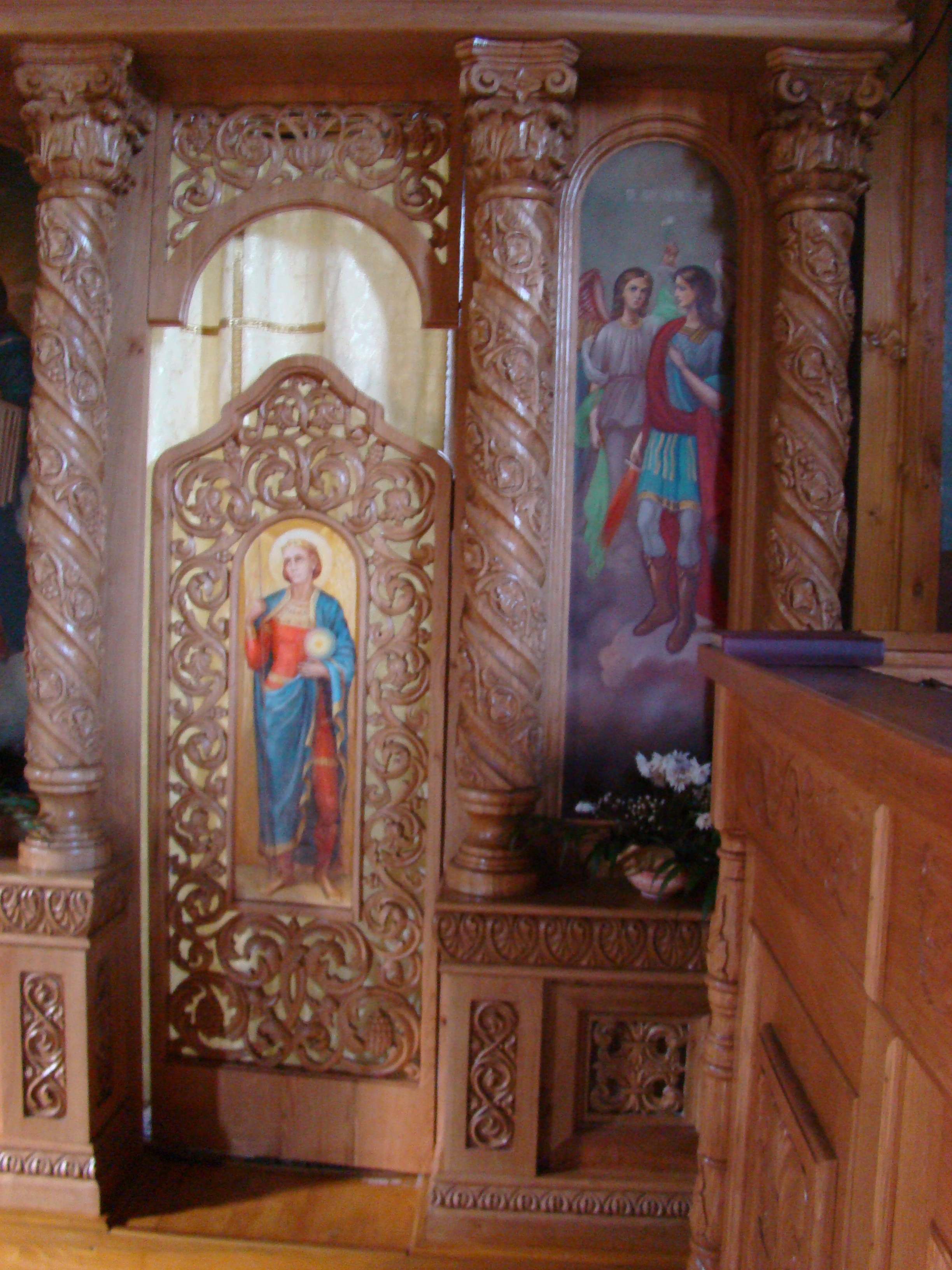
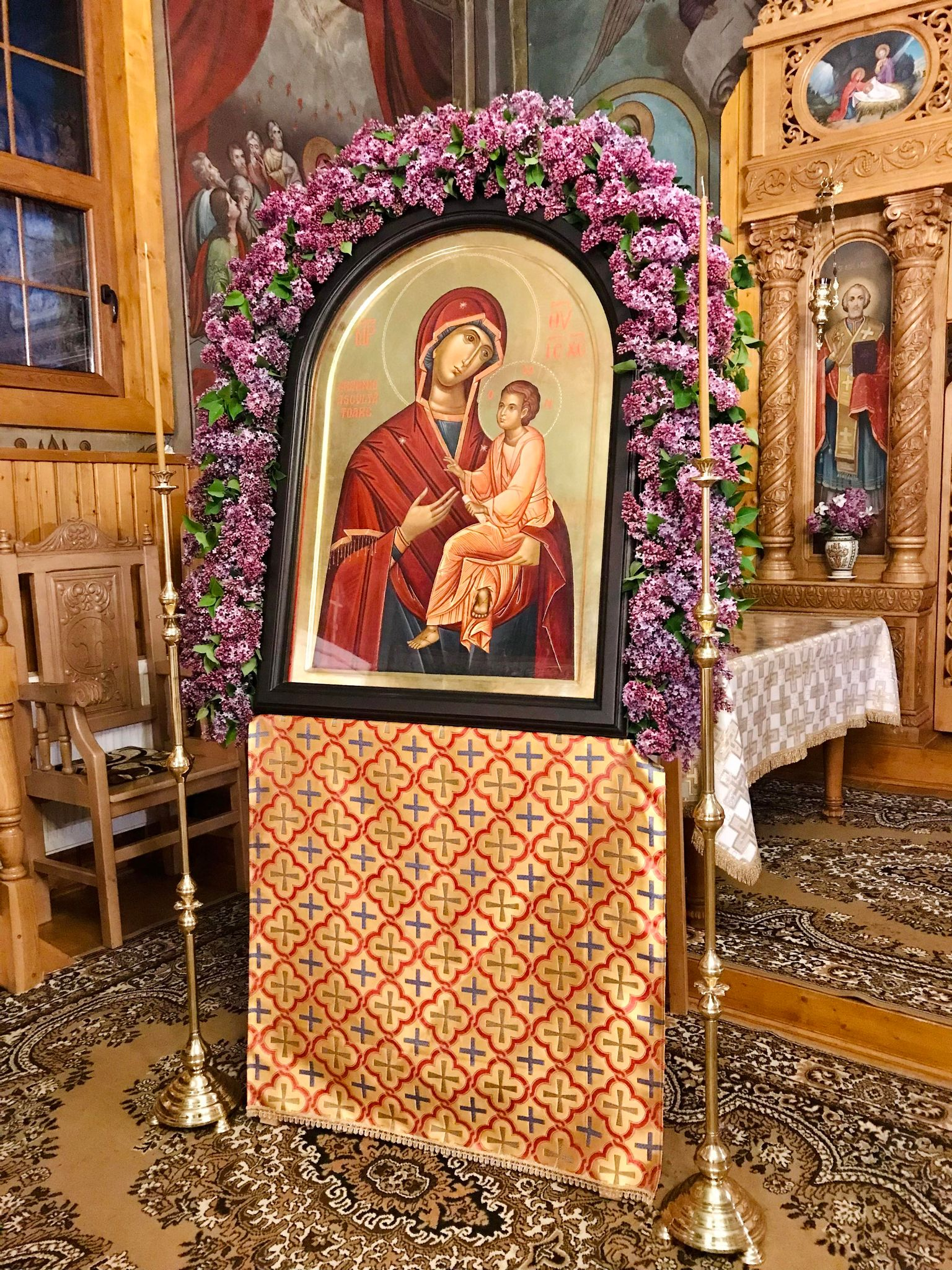
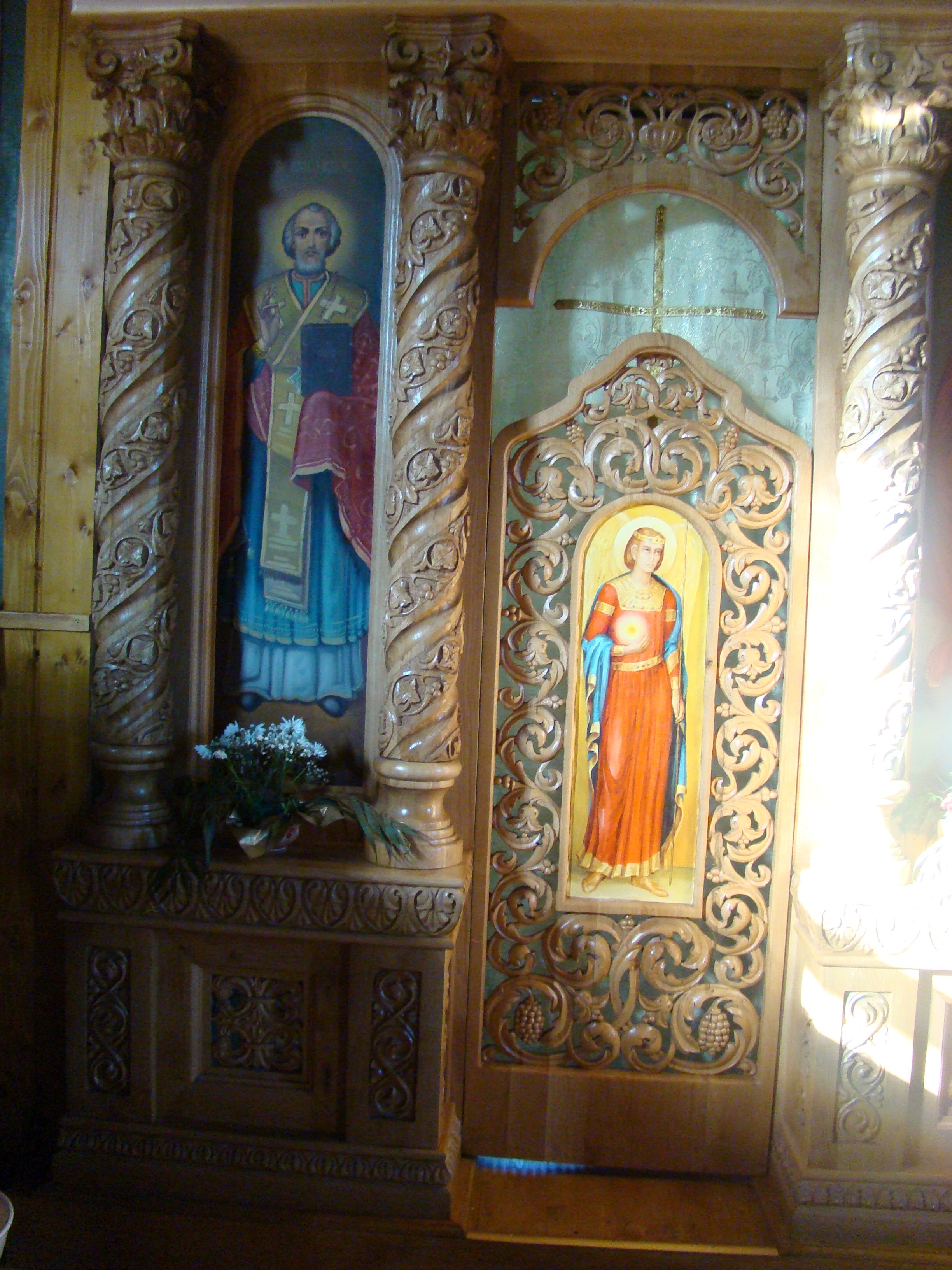
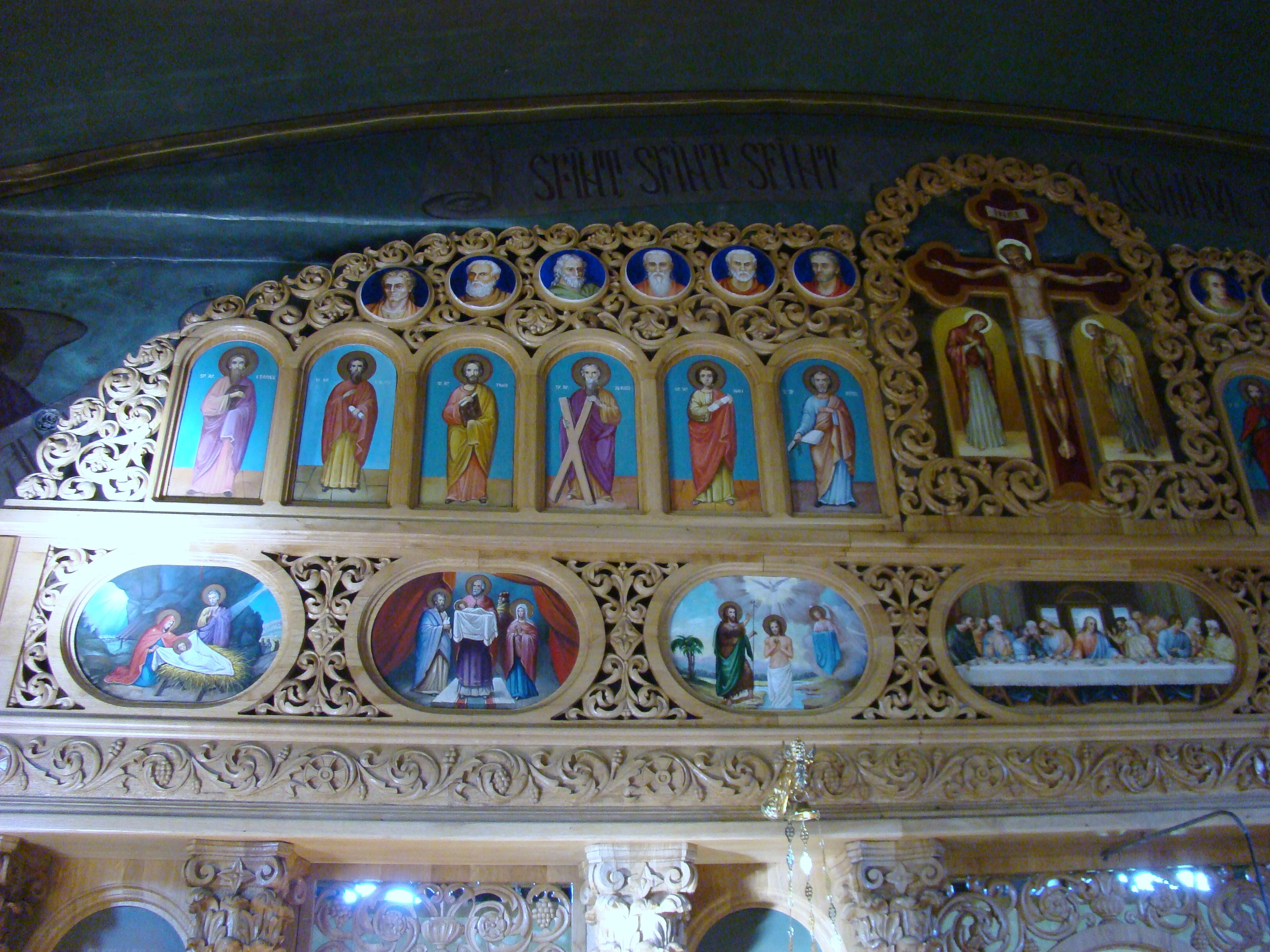
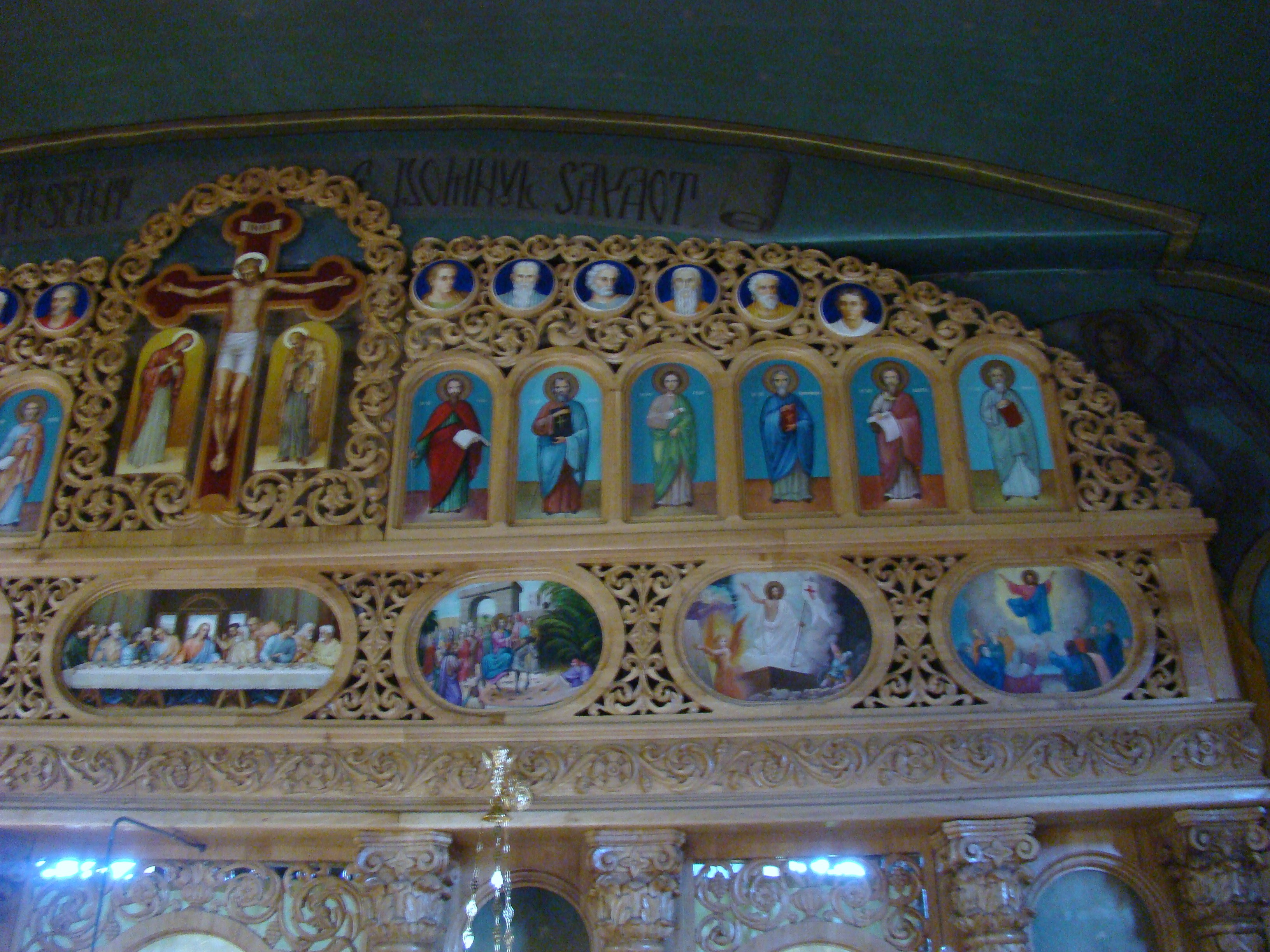
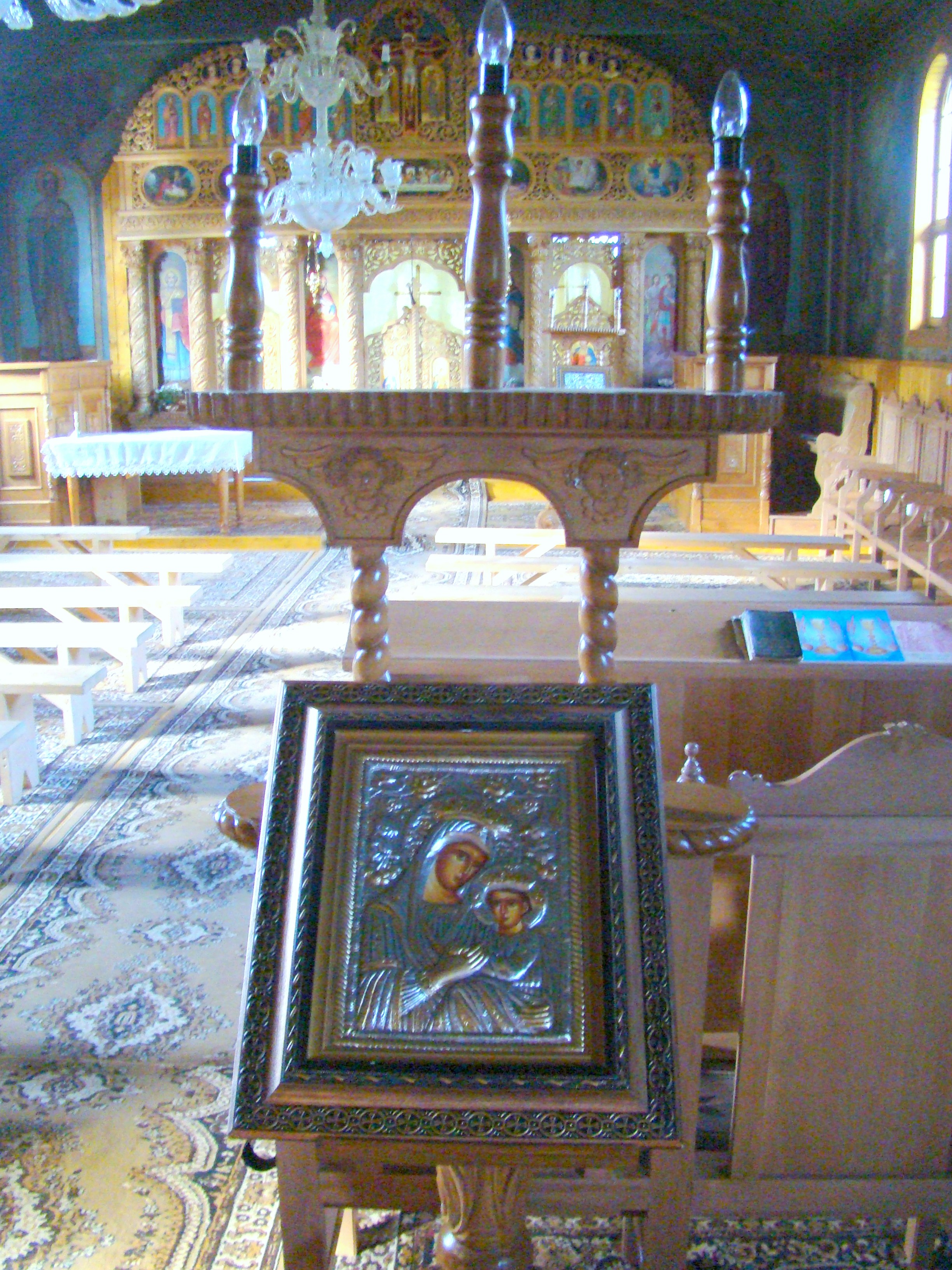
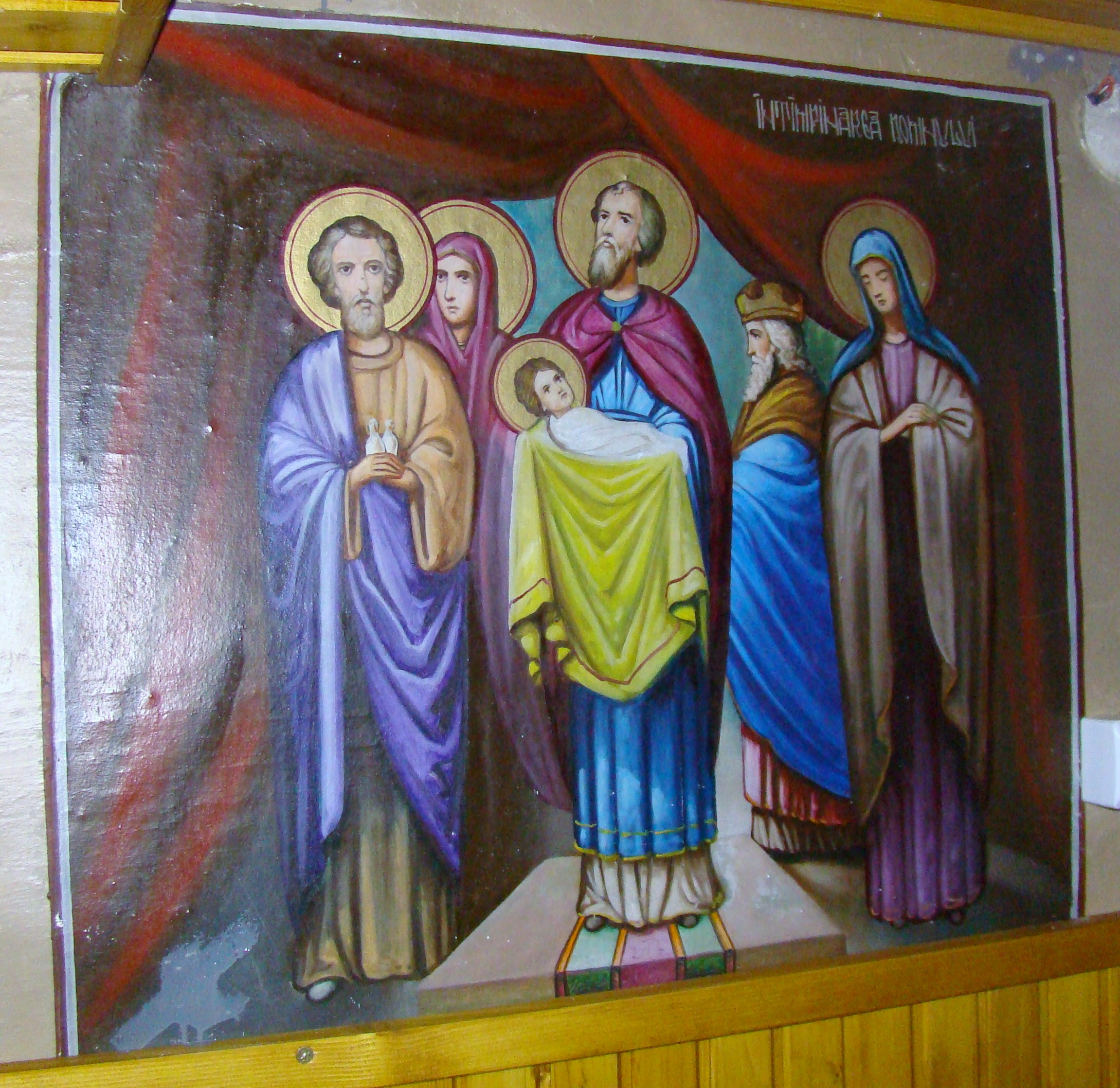
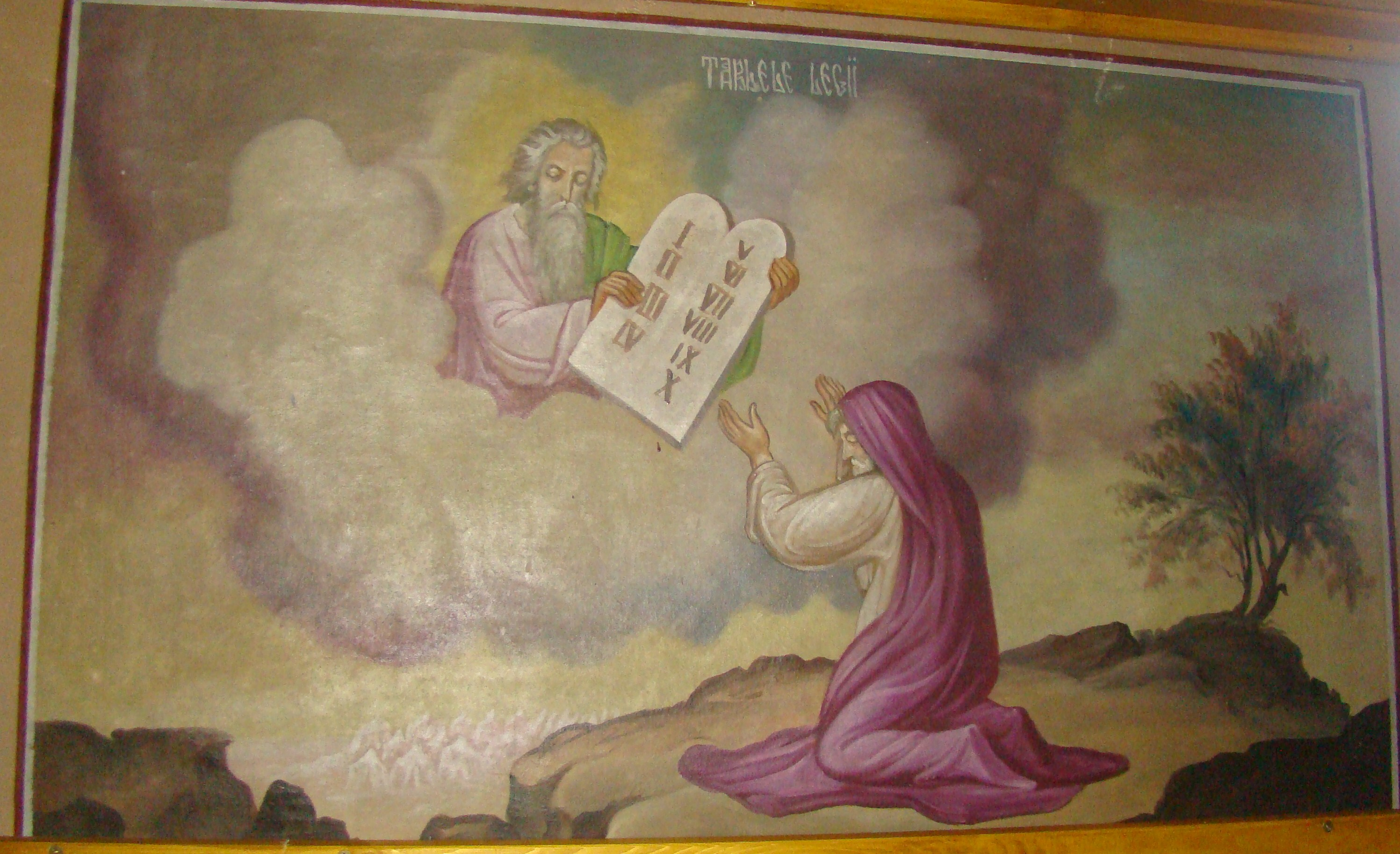
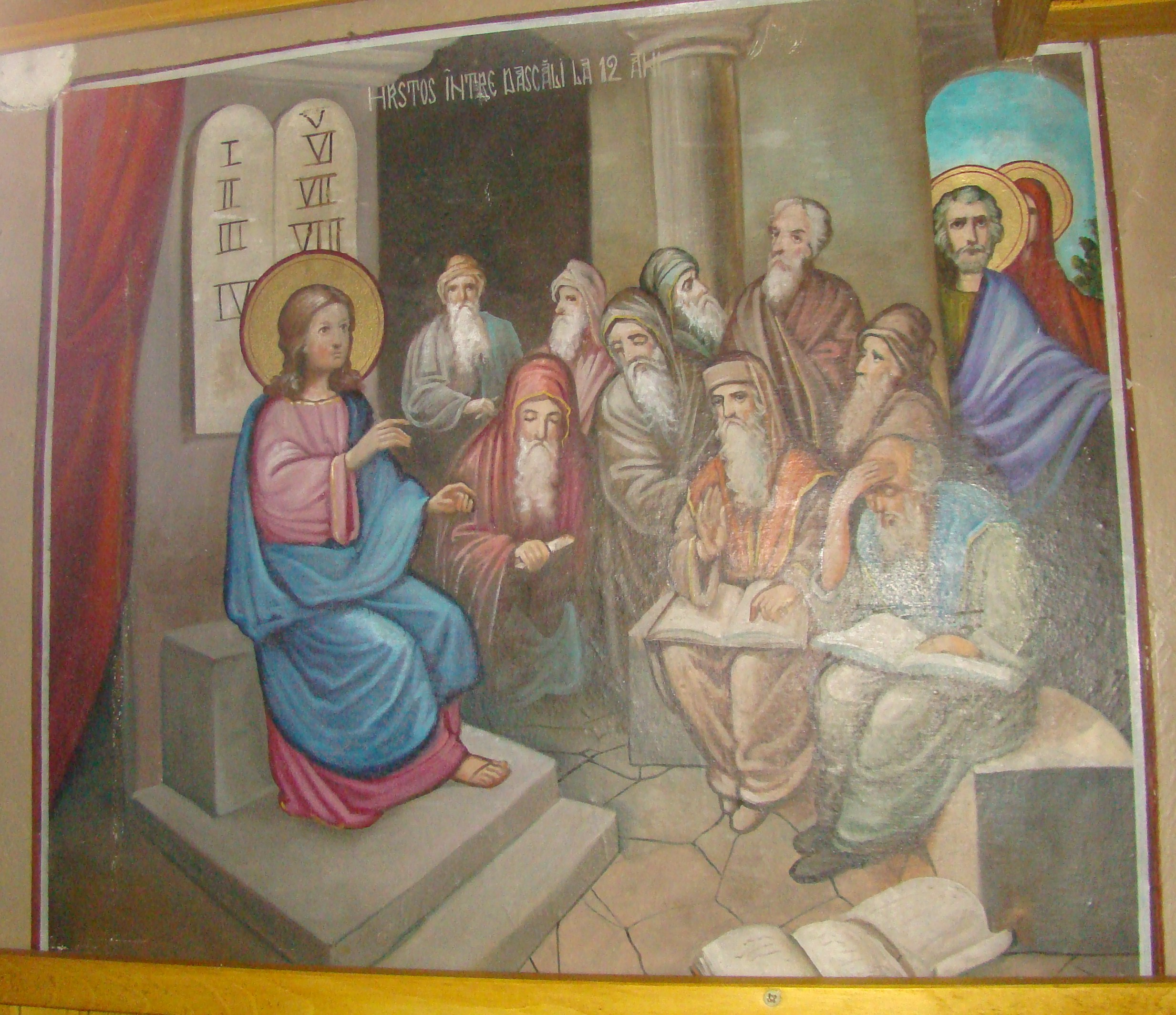
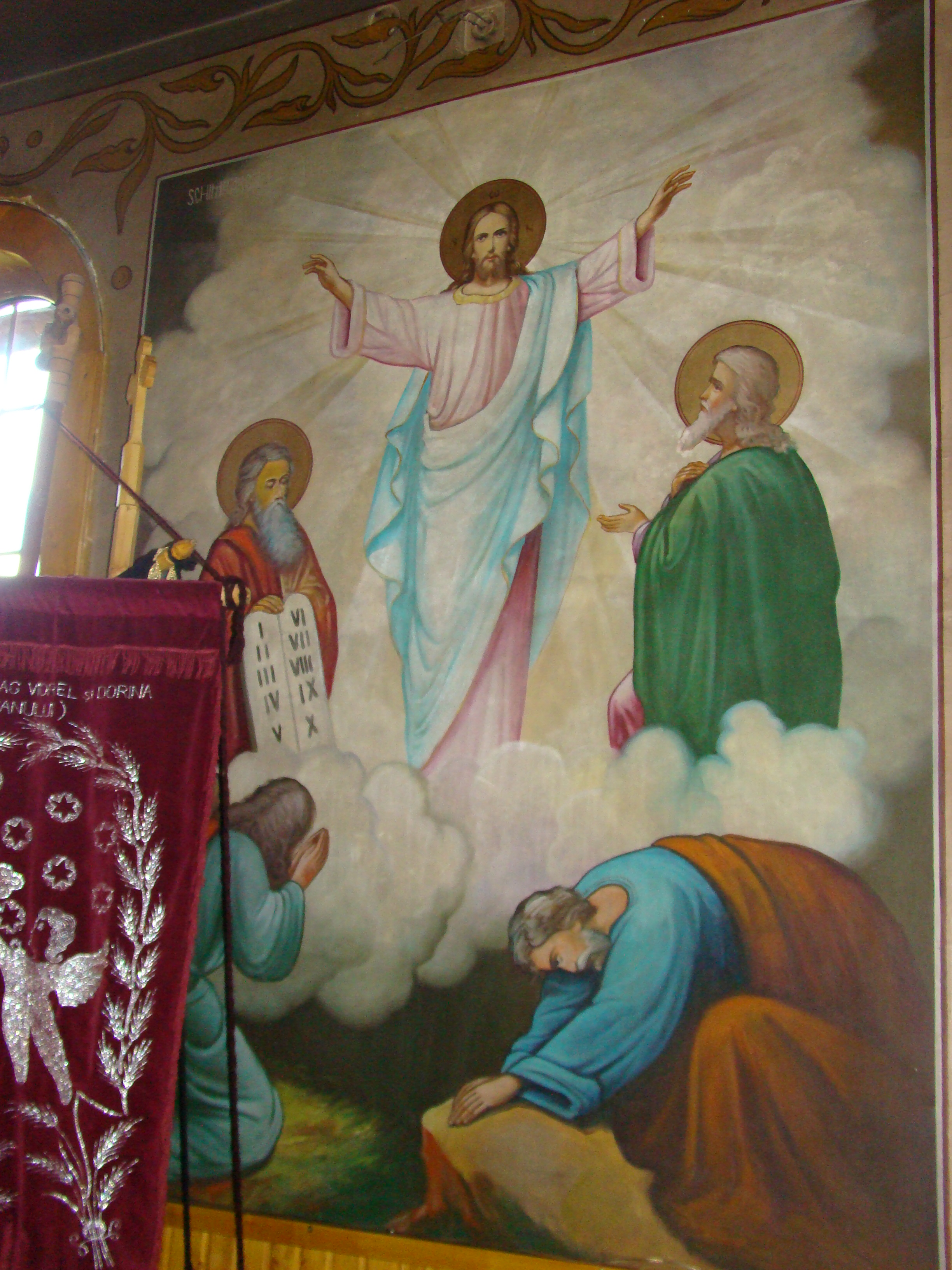
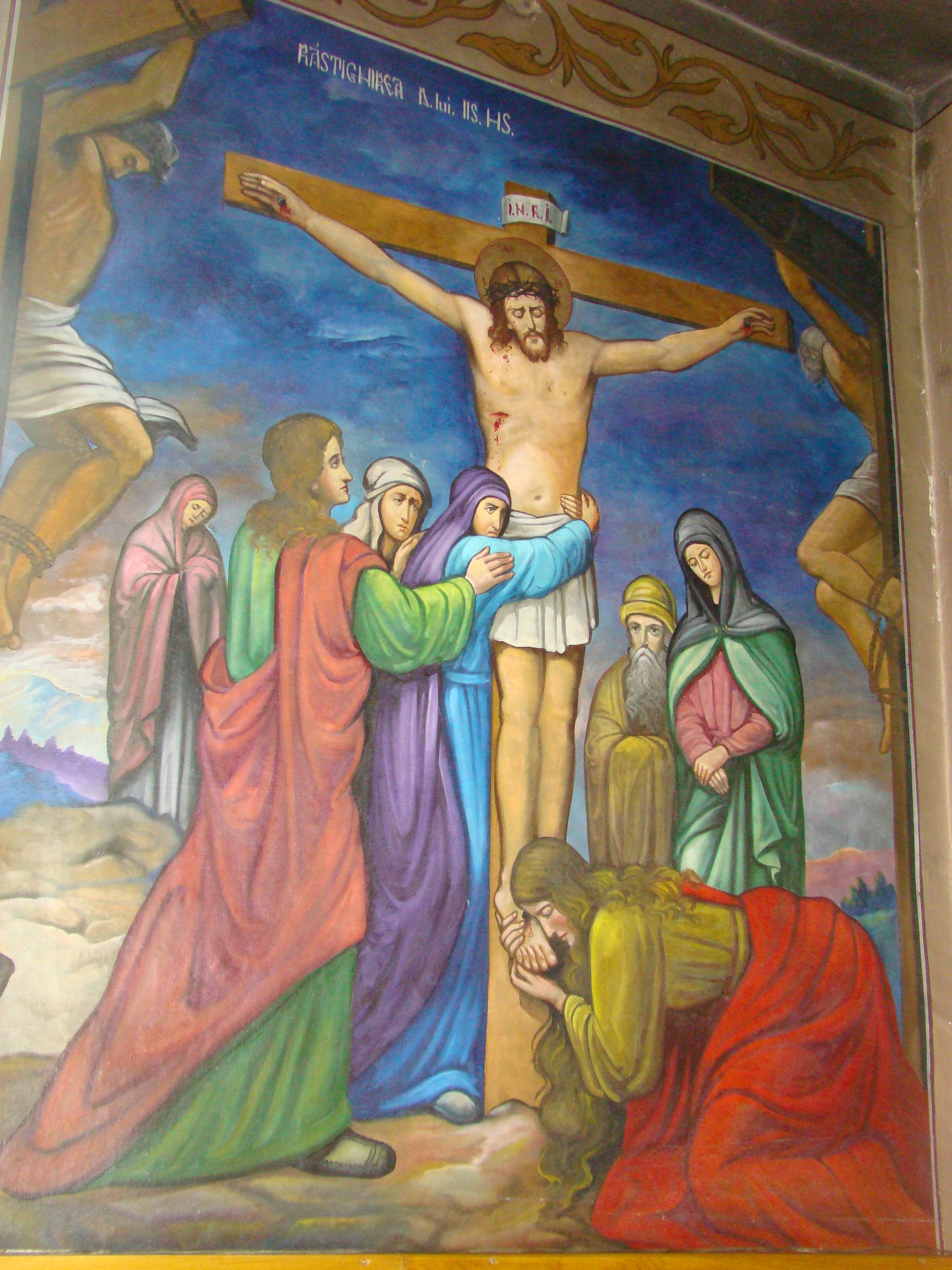
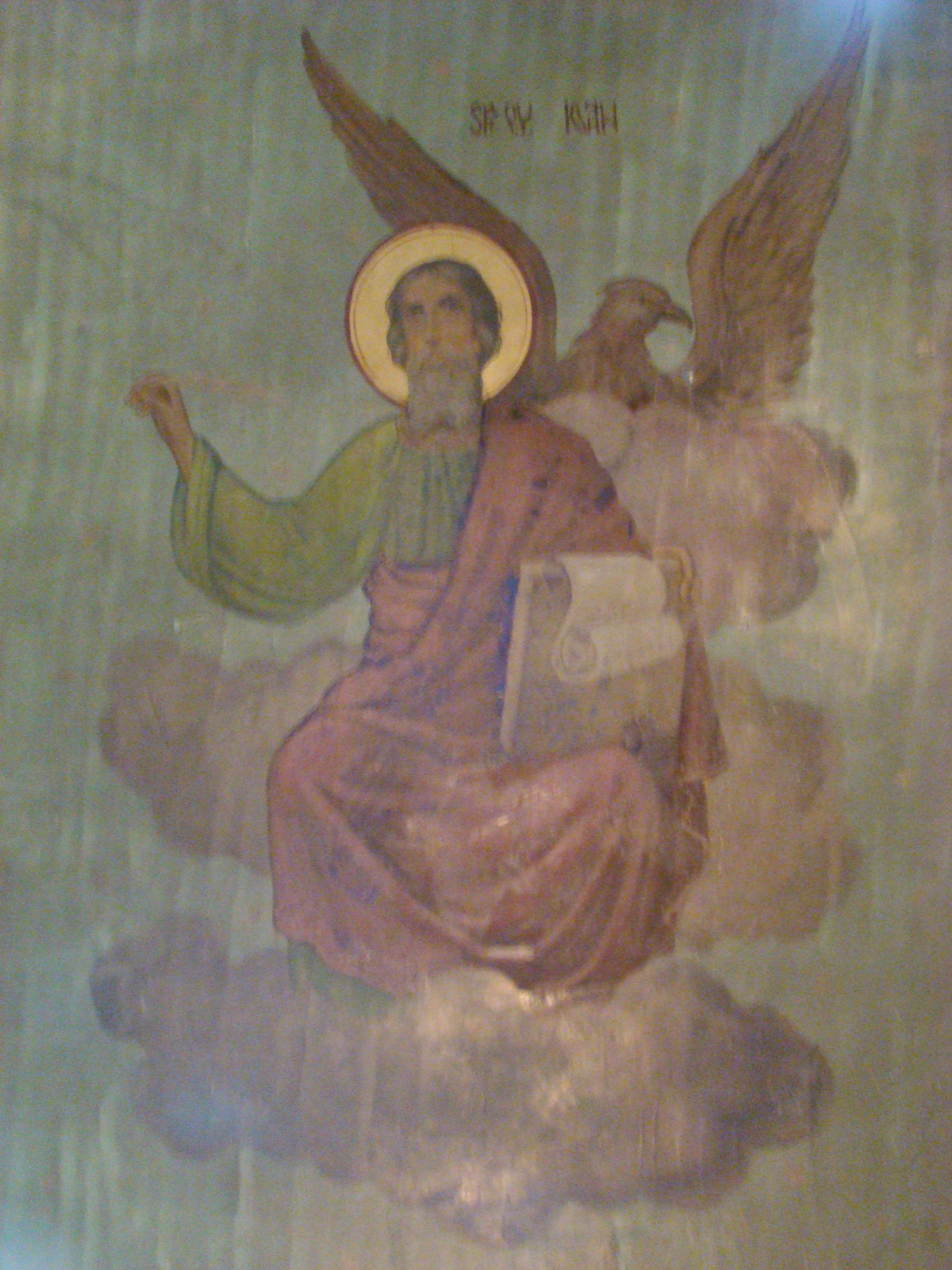
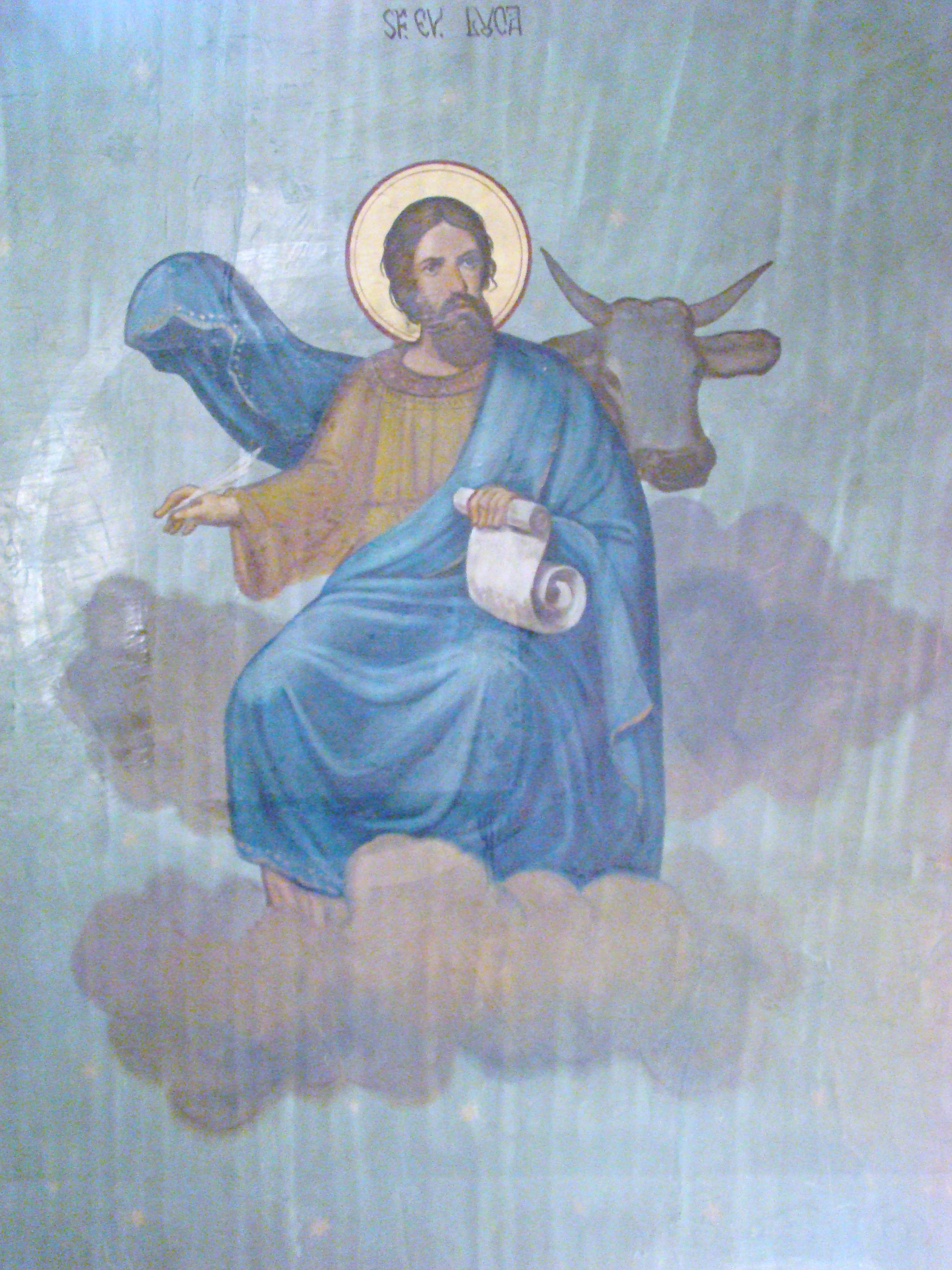
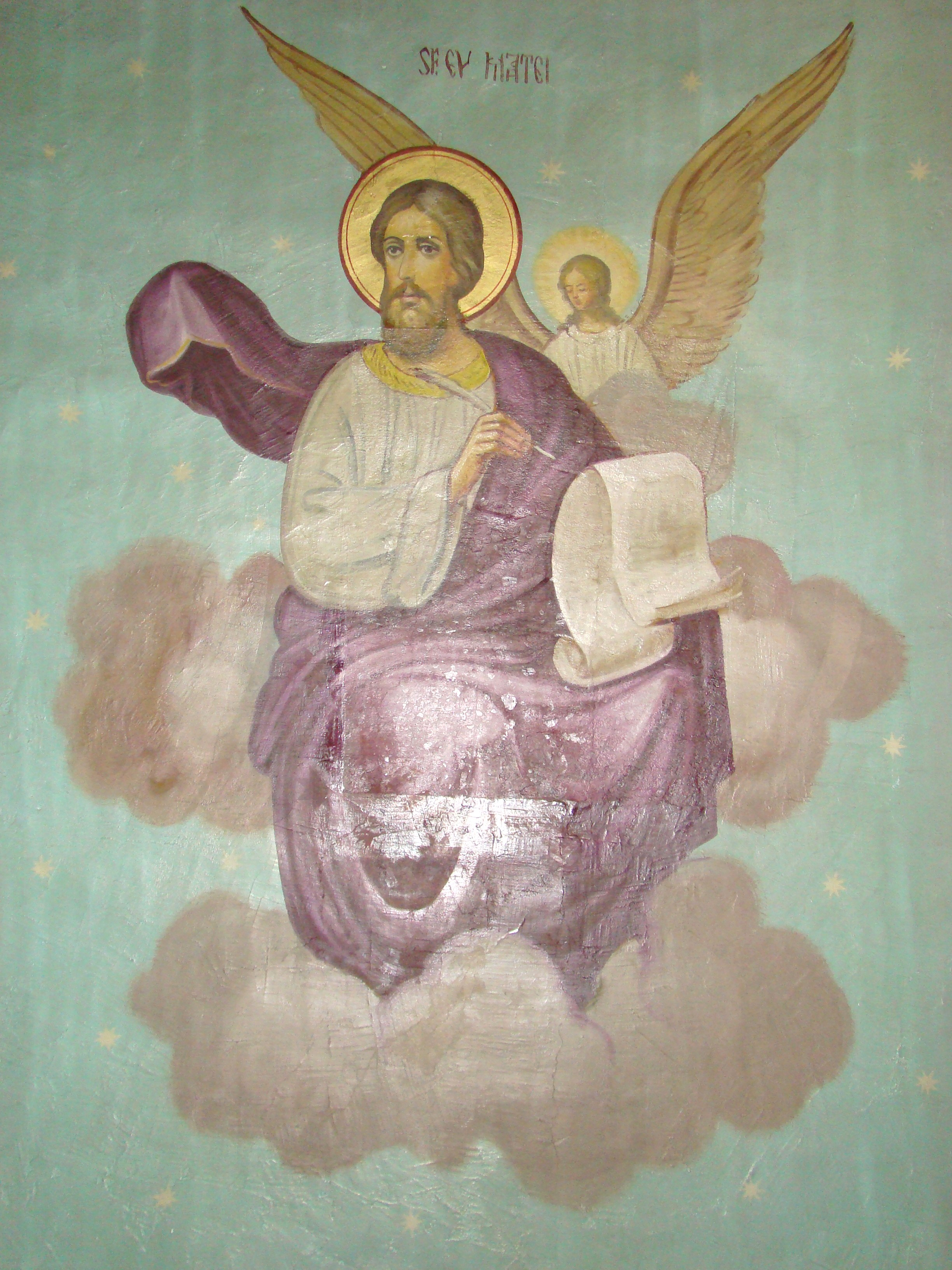
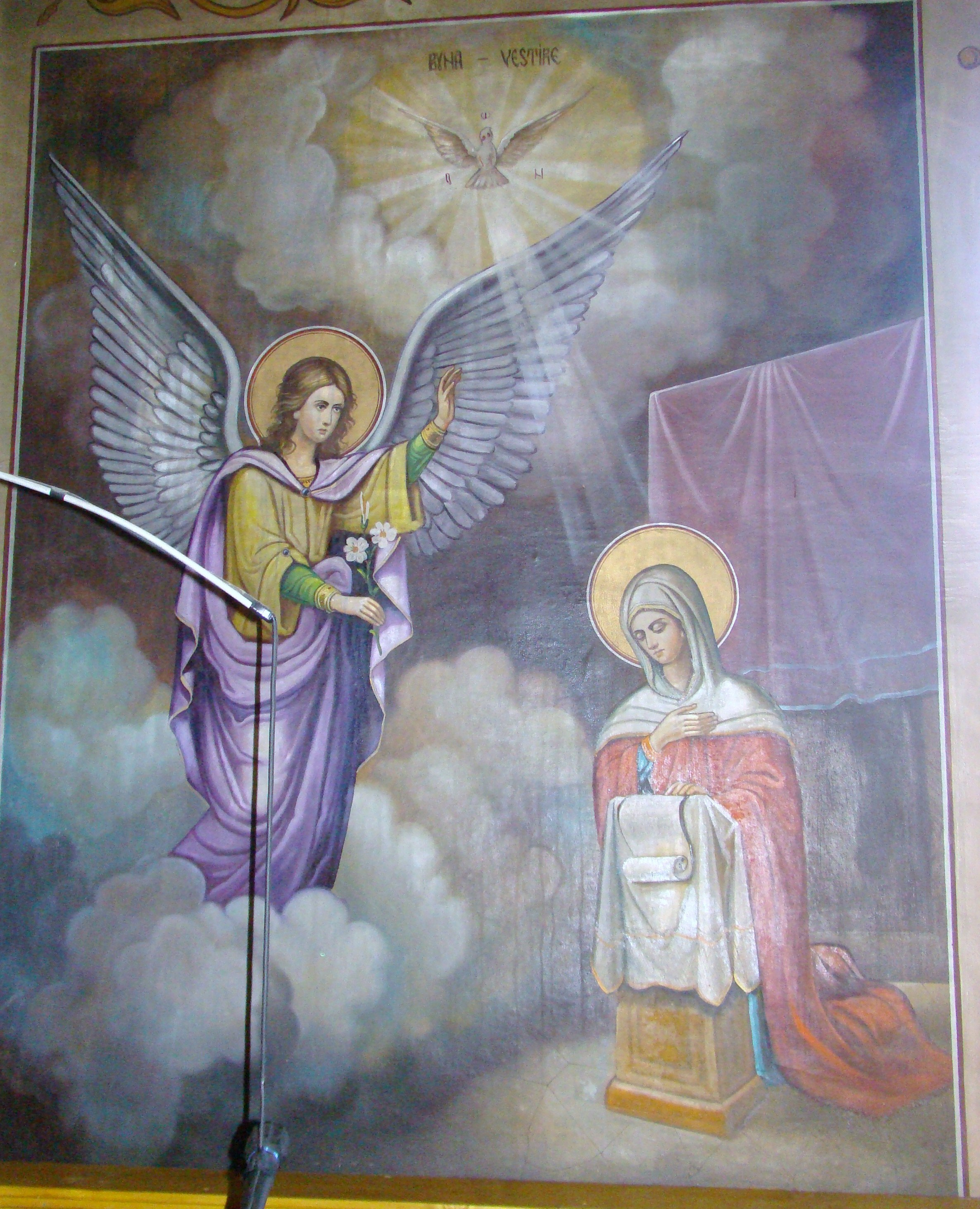
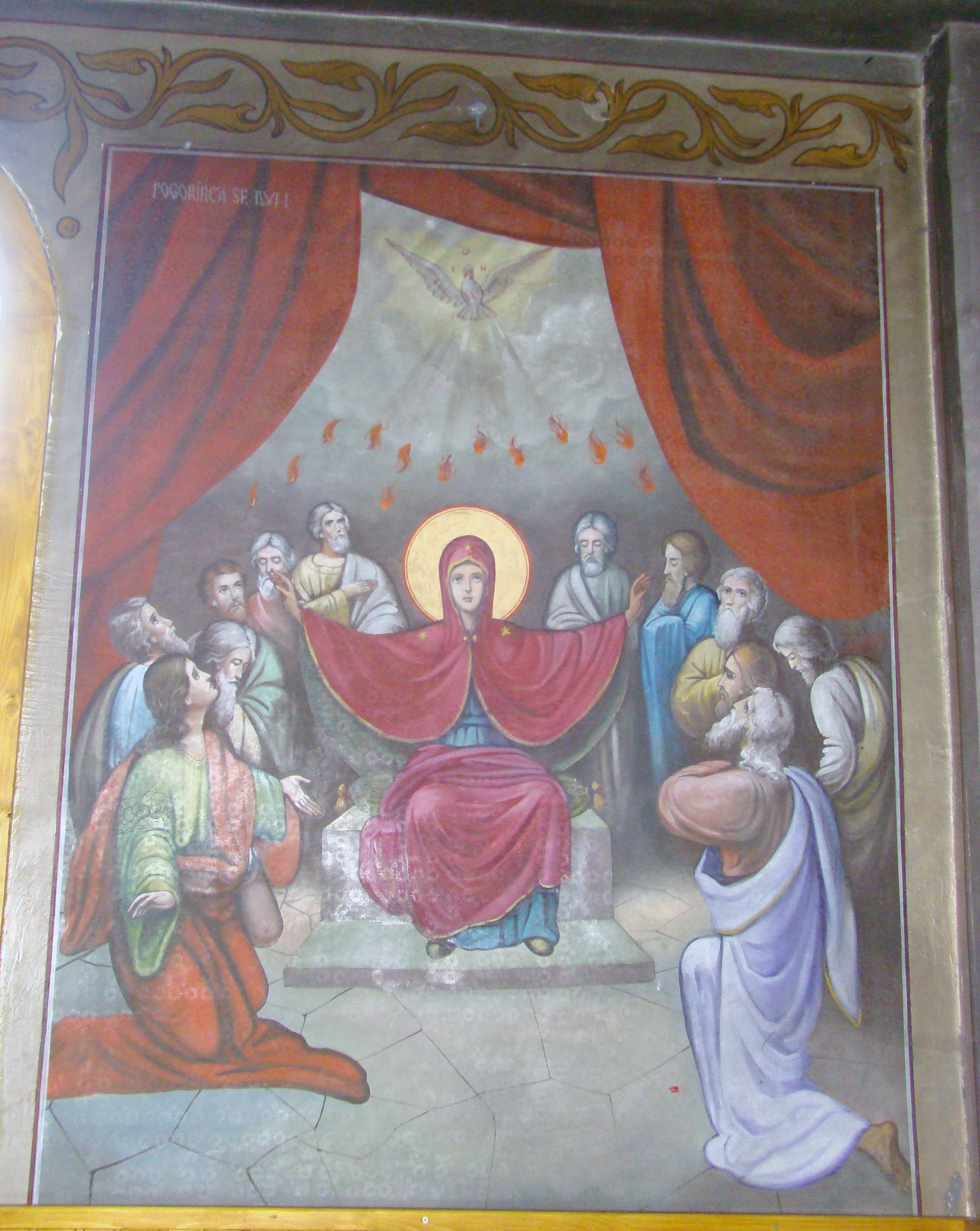
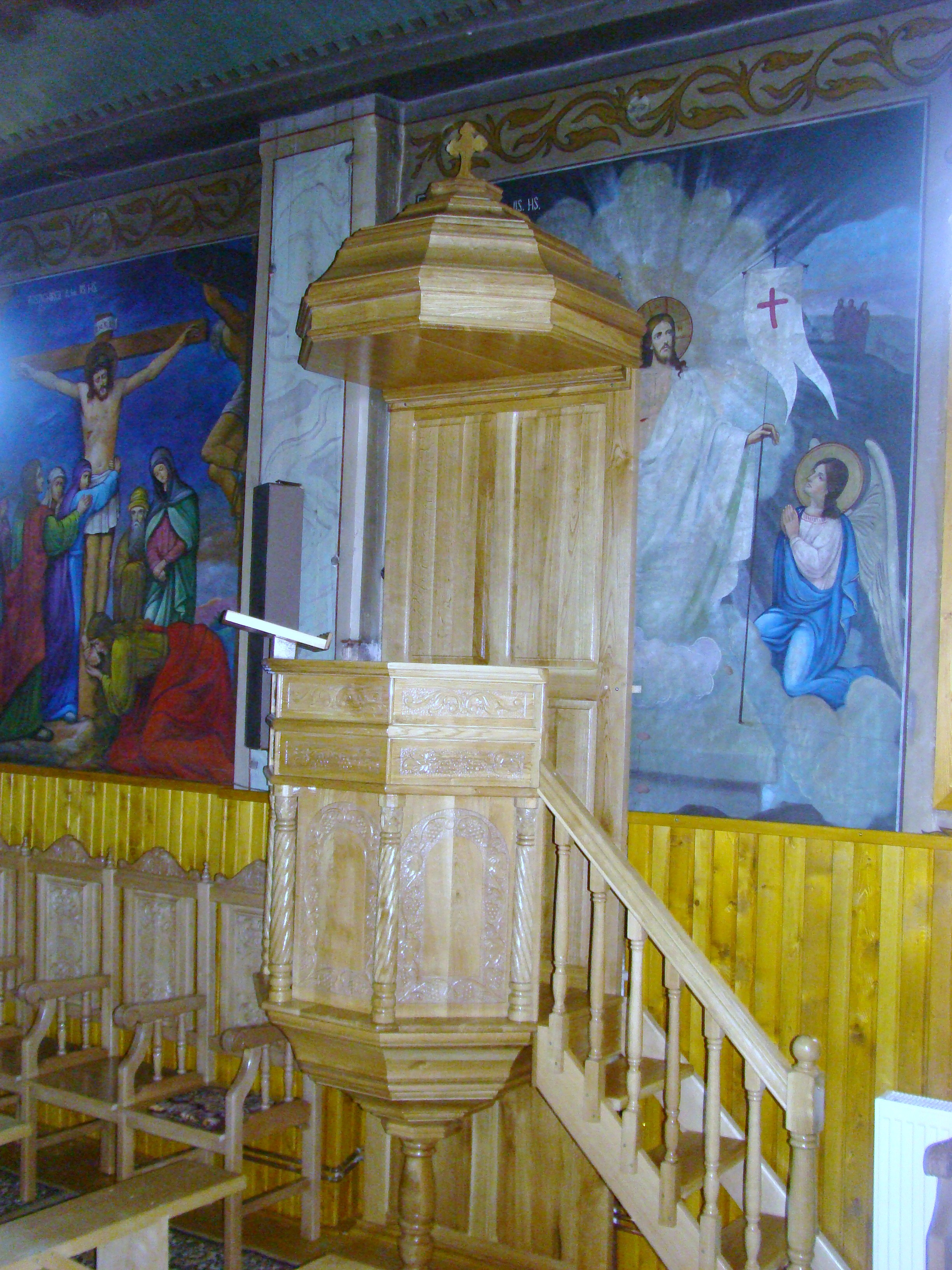
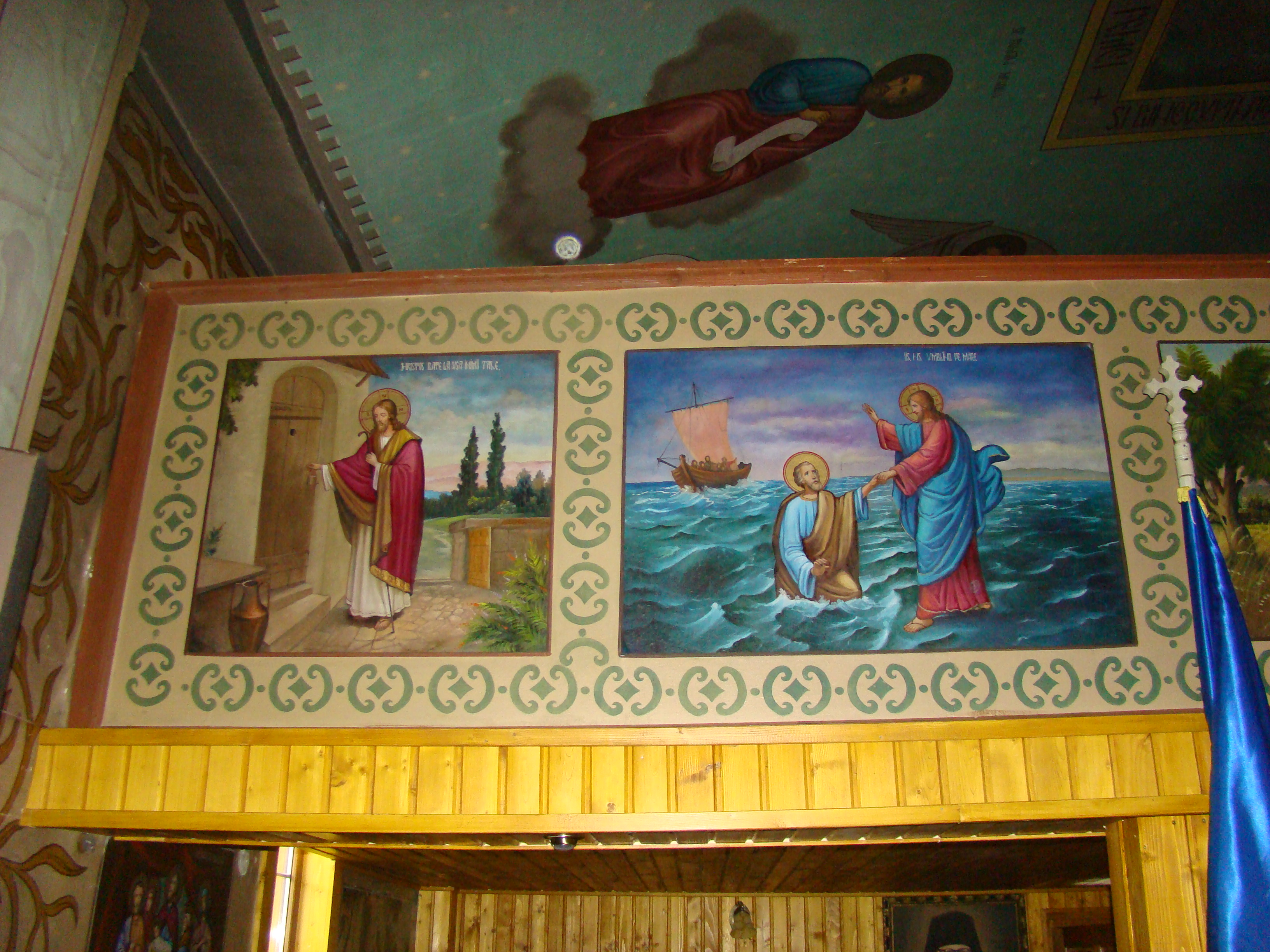
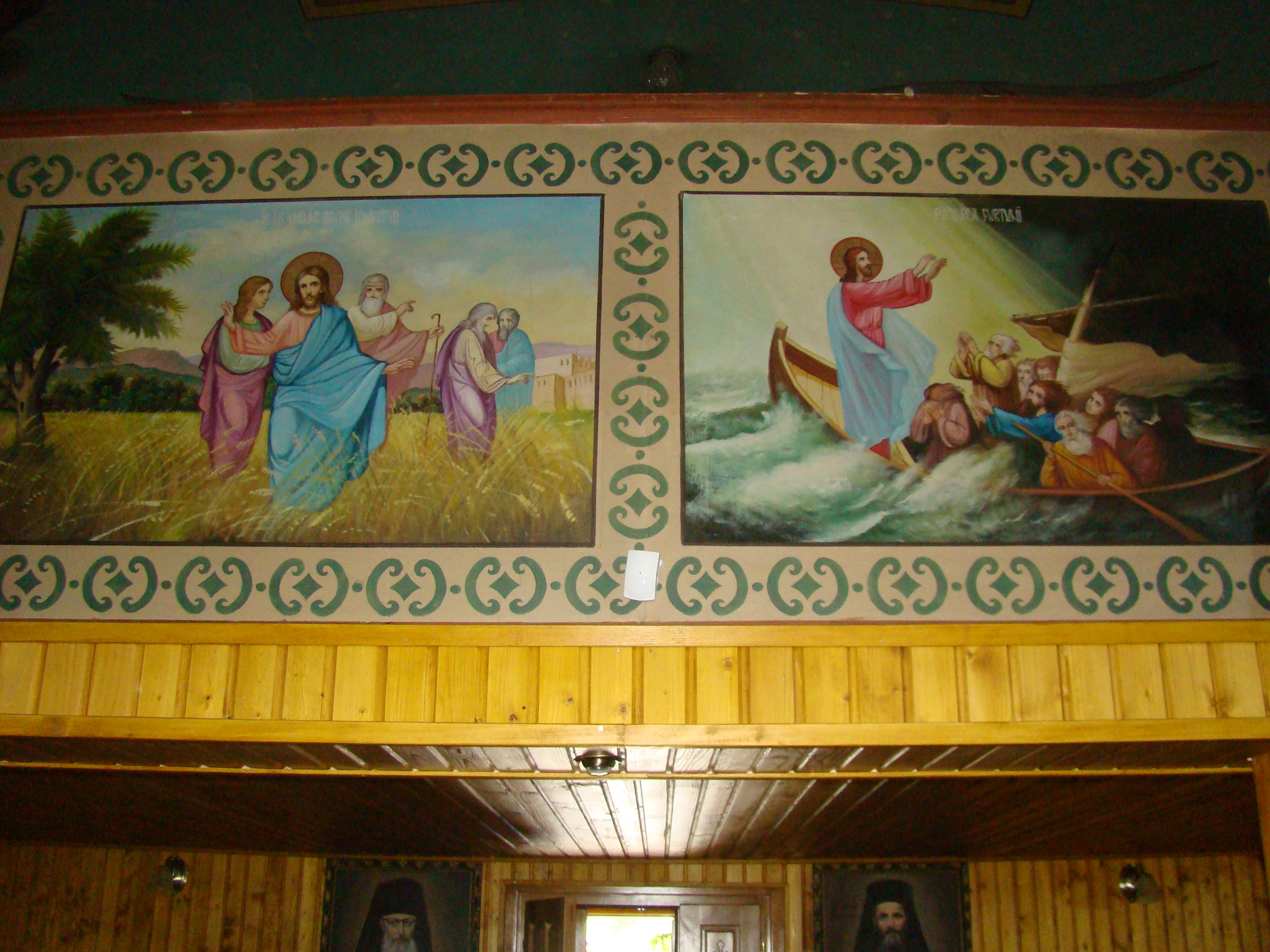
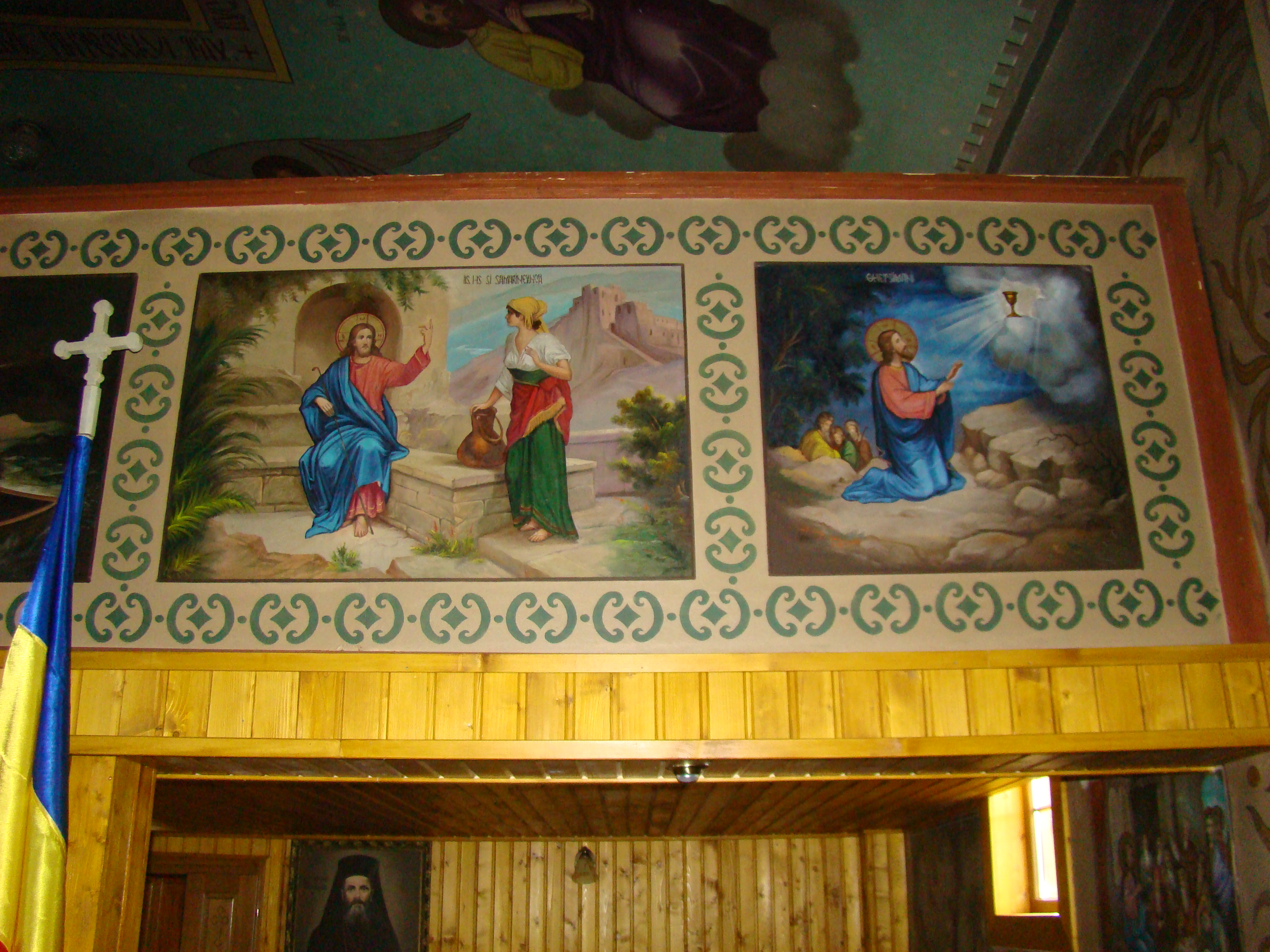
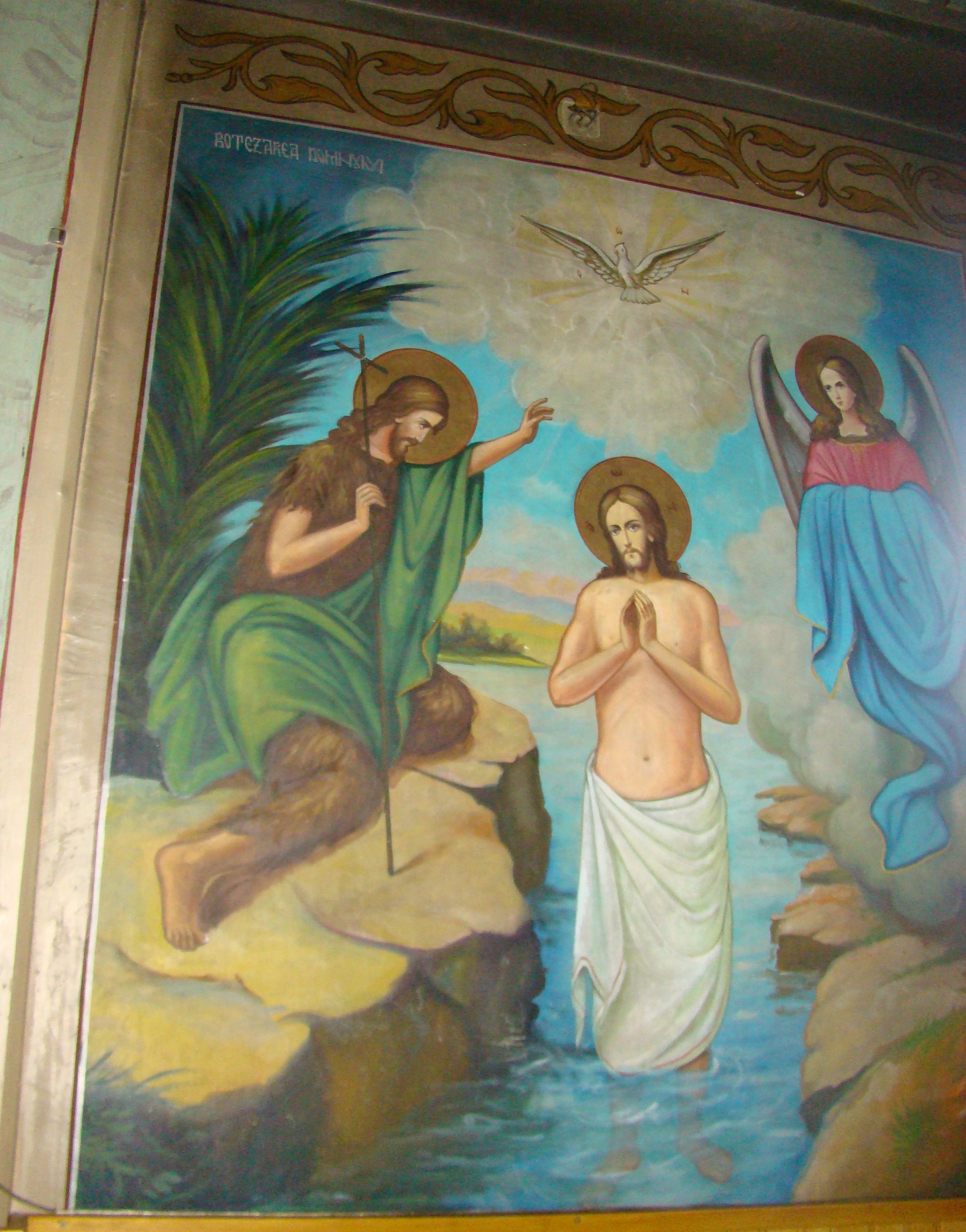
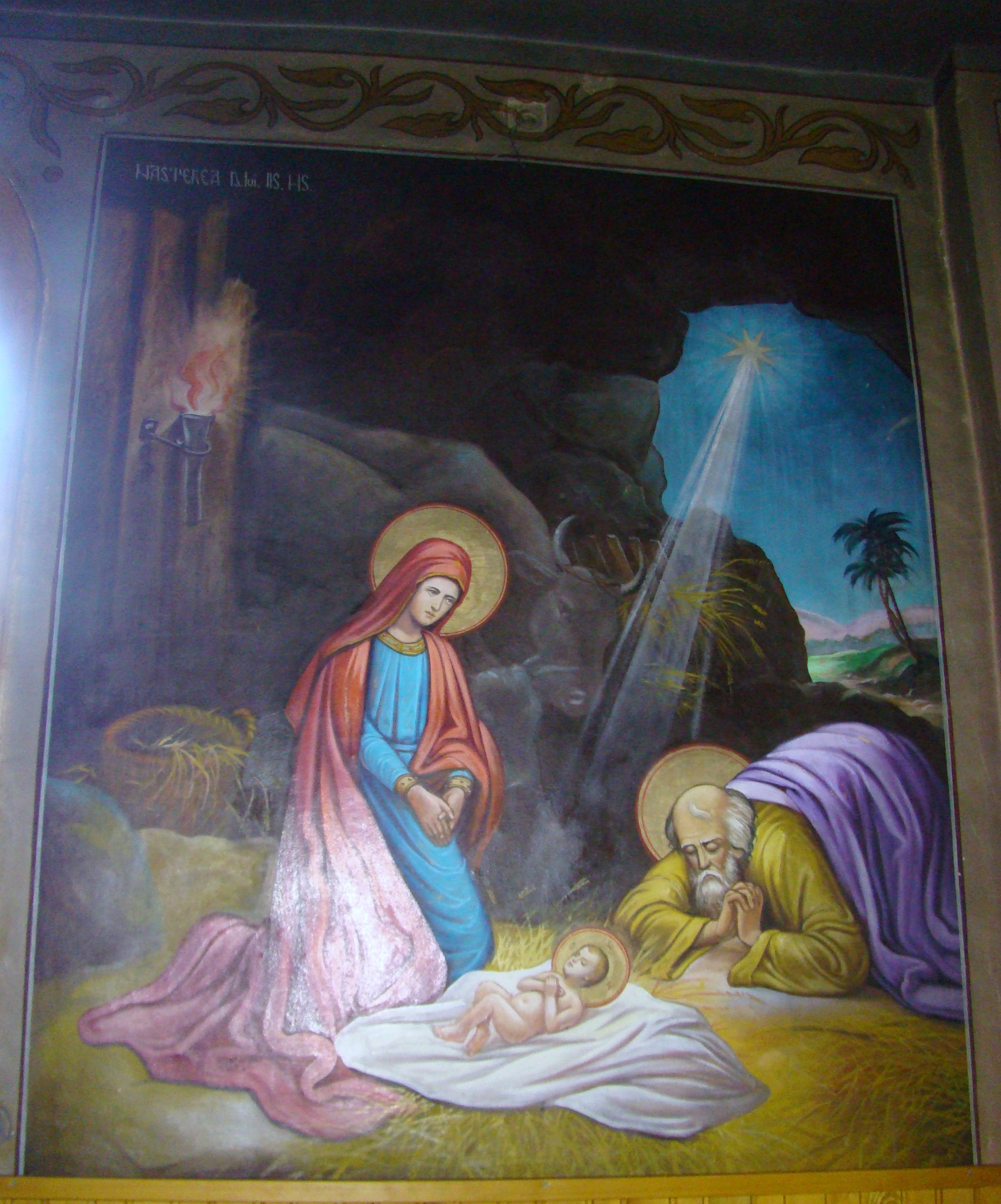
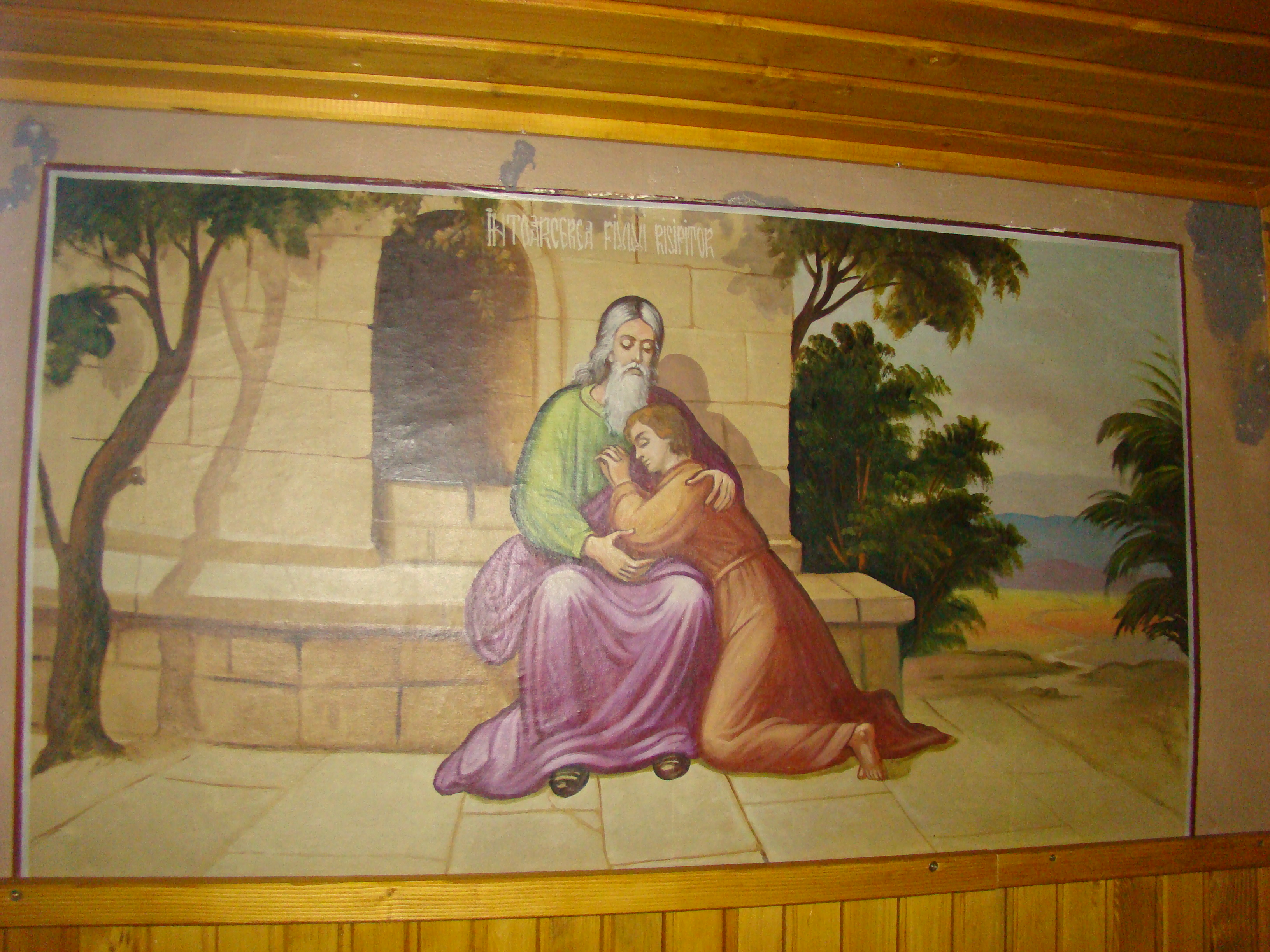
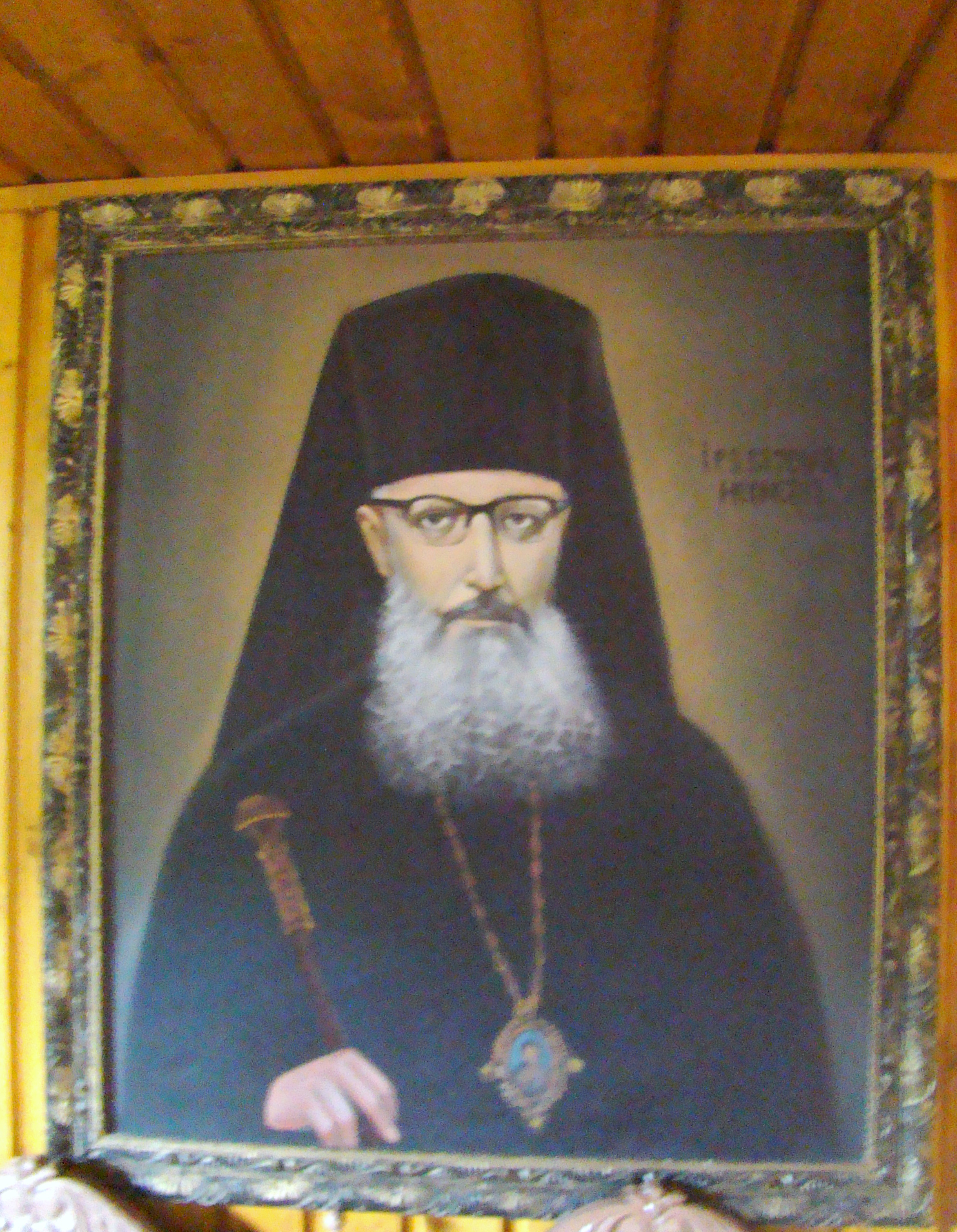
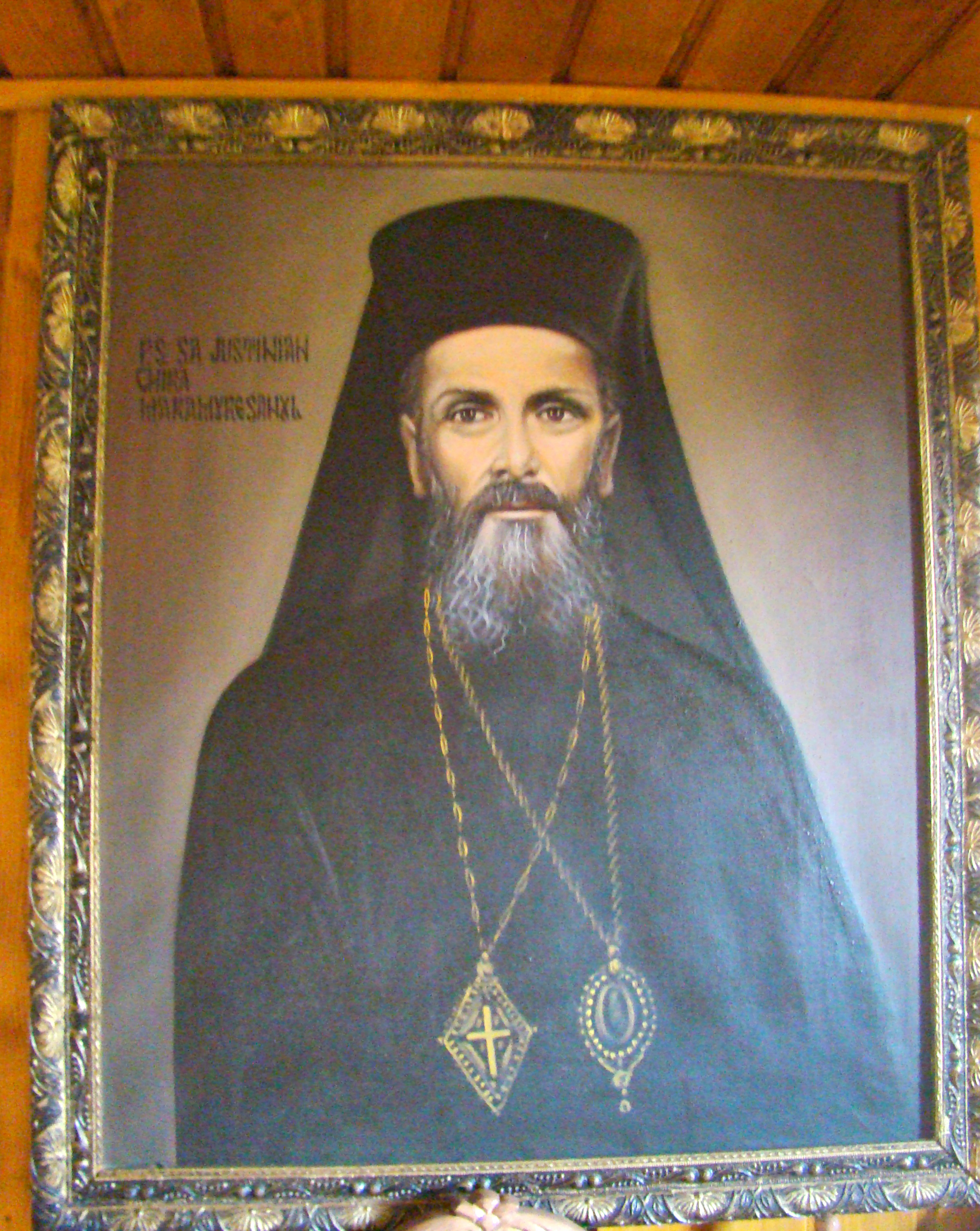